# Đại dịch COVID-19 tại Vương quốc Liên hiệp Anh và Bắc Ireland
Bệnh COVID-19 đã được xác nhận đã lan sang Vương quốc Anh vào ngày 31 tháng 1 từ Trung Quốc khi hai trường hợp đầu tiên mắc bệnh hô hấp COVID-19, do virus corona mới SARS-CoV-2 gây ra, đã được xác nhận tại Newcastle trên Tyne trong một gia đình có quốc tịch Trung Quốc ở trong một khách sạn ở York.
Vào ngày 12 tháng 1, Tổ chức Y tế Thế giới (WHO) đã xác nhận rằng một loại coronavirus mới là nguyên nhân gây ra bệnh hô hấp ở một nhóm người ở Vũ Hán, tỉnh Hồ Bắc, Trung Quốc, ban đầu đã được WHO chú ý vào ngày 31 tháng 12 năm 2019. Vương quốc Anh sau đó đã phát triển một thử nghiệm cụ thể trong phòng thí nghiệm cho căn bệnh mới.  Để đối phó với dịch bệnh, sân bay Heathrow đã nhận được hỗ trợ lâm sàng bổ sung và thắt chặt giám sát ba chuyến bay trực tiếp mà nó nhận được từ Vũ Hán mỗi tuần. Bốn viên chức y tế trưởng của Vương quốc Anh (CMO) đã nâng mức độ rủi ro của Anh từ mức thấp lên mức trung bình vào ngày 30 tháng 1, theo thông báo của WHO về căn bệnh khẩn cấp về mối quan tâm quốc tế (PHEIC).
Ngay khi các trường hợp xuất hiện ở Anh vào ngày 31 tháng 1, một chiến dịch thông tin y tế công cộng đã được triển khai để tư vấn cho mọi người cách làm giảm nguy cơ lây lan vi-rút. Các trường hợp tiếp theo vào đầu tháng 2 đã thúc đẩy Bộ trưởng Bộ Y tế và Chăm sóc Xã hội, Matt Hancock, giới thiệu Quy định luật bảo vệ sức khỏe (coronavirus) năm 2020. Hướng dẫn về phòng ngừa và kiểm soát nhiễm trùng, cách phát hiện và chẩn đoán COVID-19 và cập nhật hàng ngày, bao gồm cả lời khuyên cho khách du lịch đã được Bộ Y tế và Chăm sóc Xã hội (DHSC) và Y tế Công cộng Anh (PHE) công bố.  Ngoài ra, NHS đã thiết lập các trung tâm sàng lọc lái xe COVID-19 tại nhiều bệnh viện. Cố vấn trưởng y tế cho Chính phủ Anh, Chris Whitty đã giải thích một chiến lược để giải quyết ổ dịch, dựa trên bốn mục tiêu: ngăn chặn, trì hoãn, nghiên cứu và giảm thiểu. Việc truyền tài liệu sớm nhất ở Anh xảy ra vào ngày 28 tháng 2 năm 2020; tất cả các trường hợp được phát hiện trước đây đã bị nhiễm ở nước ngoài. Đến ngày 1 tháng 3 năm 2020, các trường hợp đã được phát hiện ở Anh, Wales, Bắc Ireland và Scotland. Sau đó, Thủ tướng Boris Johnson đã công bố Kế hoạch hành động của coronavirus,  và chính phủ đã tuyên bố sự bùng phát của coronavirus là một sự cố cấp 4 ". Trên 11 tháng 3 năm 2020, WHO tuyên bố bùng phát một đại dịch.
Các phản hồi khác bao gồm một số trường ở Anh chọn đóng cửa. Một số hãng hàng không thông báo hủy một số chuyến bay, và một số nhà bán lẻ trực tuyến đã báo cáo người tiêu dùng đặt đơn hàng lớn bất thường.
Tính đến ngày 13 tháng 3 sau khi thực hiện 31.973 xét nghiệm, có 798 trường hợp được xác nhận ở lục địa Anh, và một trường hợp ở lãnh thổ hải ngoại Gibraltar của Anh. Mười người ở đại lục Anh với xác nhận nhiễm SARS-CoV-2 đã chết.
Vào ngày 18 tháng 3, Vương quốc Anh sẽ đóng cửa tất cả các trường học trừ trường học dành cho con cái của những người lao động các lĩnh vực thiết yếu và đối với trẻ em dễ bị tổn thương. Vào ngày 20 tháng 3, tất cả các nhà hàng, quán rượu, câu lạc bộ, và các cơ sở thể thao và giải trí trong nhà đã được lệnh đóng cửa, mặc dù các chuỗi giao hàng và mua hàng được phép vẫn mở. Vào ngày 23 tháng 3, chính phủ tuyên bố rằng để bảo vệ NHS, các biện pháp này sẽ được thắt chặt hơn nữa, với các hạn chế trên phạm vi rộng đối với quyền tự do di chuyển, có thể thi hành theo luật, dẫn đến Đạo luật coronavirus 2020, Bảo vệ sức khỏe (Quy định của coronavirus, hạn chế) (Anh) 2020 và các công cụ luật định tương tự khác bao gồm các quốc gia khác.
NHS đã hành động để nâng cao năng lực bệnh viện và thành lập các bệnh viện chăm sóc quan trọng tạm thời. Đến giữa tháng 4, NHS dự đoán rằng bây giờ nó có thể đối phó với đỉnh điểm trong các vụ án, và được báo cáo rằng sự xa cách xã hội đã "làm phẳng đường cong" của các ca bệnh mới.
Vào cuối tháng 3, thủ tướng Anh Boris Johnson đã được xét nghiệm dương tính với virus này. Vào ngày 5 tháng 4, anh phải nhập viện vì căn bệnh này và được chuyển đến phòng chăm sóc đặc biệt vào ngày hôm sau. Ông đã đề cử Ngoại trưởng đầu tiên của mình, Dominic Raab, để thay mặt ông điều hành chính phủ. Johnson rời bệnh viện vào ngày 12 tháng 4.
Tính đến hết ngày 13 tháng 4 năm 2024, Vương quốc Anh có 24,910,387 ca, 232,112 đã chết. Nước Anh có 249,510 ca trong đó vùng North West England hơn 43.400 ca (hạt Lancashire hơn 6.700 ca;...); South East England 34.200 ca (Kent hơn 7.700 ca; Hampshire hơn 5.000 ca; Surrey hơn 4.600 ca;...); London hơn 34.100 ca; Yorkshire and The Humber  gần 30.000 ca (Bradford hơn 4.300 ca; Sheffield hơn 4.000 ca...); West Midlands hơn 25.700 ca (Birmingham hơn 4.800 ca;...);  East of England hơn 23.700 ca (Essex hơn 5.400 ca;...); East Midlands hơn 21.000 ca (Leicester hơn 4.200 ca;...);...  Số ca Scotland là 18,359; xứ Wales 15,962, Bắc Ireland 5,772 ca.

## Bối cảnh

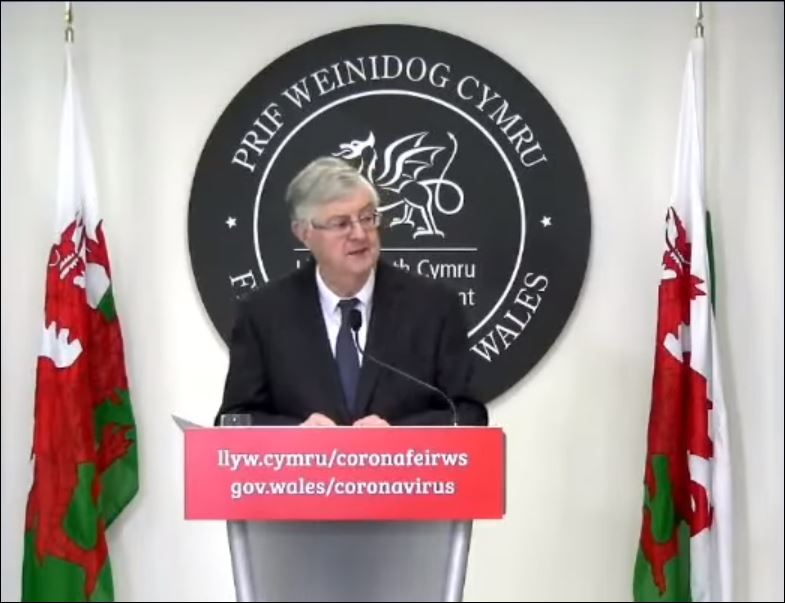
Đại dịch và tất cả các vấn đề sức khỏe ở Wales đều được giao cho Chính phủ xứ Wales

Vào ngày 12 tháng 1 năm 2020, Tổ chức Y tế Thế giới (WHO) đã xác nhận rằng một loại virus corona mới là nguyên nhân gây ra bệnh hô hấp ở một nhóm người ở thành phố Vũ Hán, tỉnh Hồ Bắc, Trung Quốc, ban đầu đã chú ý đến WHO vào ngày 31 Tháng 12 năm 2019. Cụm này ban đầu được liên kết với chợ bán buôn hải sản Hoa Nam ở thành phố Vũ Hán. Tuy nhiên, một số trường hợp đầu tiên có kết quả trong phòng thí nghiệm được xác nhận không có liên quan đến thị trường và không rõ nguồn gốc của dịch.

## Dòng thời gian
| COVID-19 tại Vương quốc Anh () Tử vong Các ca xác nhận 202020212022Thg 1Thg 2Thg 3Thg 4Thg 5Thg 6Thg 7Thg 8Thg 9Thg 10Thg 11Thg 12Thg 1Thg 2Thg 3Thg 4Thg 5Thg 6Thg 7Thg 8Thg 9Thg 10Thg 11Thg 12Thg 1Thg 2Thg 3Thg 4Thg 5Thg 615 ngày gần nhất15 ngày gần nhất | COVID-19 tại Vương quốc Anh () Tử vong Các ca xác nhận 202020212022Thg 1Thg 2Thg 3Thg 4Thg 5Thg 6Thg 7Thg 8Thg 9Thg 10Thg 11Thg 12Thg 1Thg 2Thg 3Thg 4Thg 5Thg 6Thg 7Thg 8Thg 9Thg 10Thg 11Thg 12Thg 1Thg 2Thg 3Thg 4Thg 5Thg 615 ngày gần nhất15 ngày gần nhất | COVID-19 tại Vương quốc Anh () Tử vong Các ca xác nhận 202020212022Thg 1Thg 2Thg 3Thg 4Thg 5Thg 6Thg 7Thg 8Thg 9Thg 10Thg 11Thg 12Thg 1Thg 2Thg 3Thg 4Thg 5Thg 6Thg 7Thg 8Thg 9Thg 10Thg 11Thg 12Thg 1Thg 2Thg 3Thg 4Thg 5Thg 615 ngày gần nhất15 ngày gần nhất | COVID-19 tại Vương quốc Anh () Tử vong Các ca xác nhận 202020212022Thg 1Thg 2Thg 3Thg 4Thg 5Thg 6Thg 7Thg 8Thg 9Thg 10Thg 11Thg 12Thg 1Thg 2Thg 3Thg 4Thg 5Thg 6Thg 7Thg 8Thg 9Thg 10Thg 11Thg 12Thg 1Thg 2Thg 3Thg 4Thg 5Thg 615 ngày gần nhất15 ngày gần nhất | COVID-19 tại Vương quốc Anh () Tử vong Các ca xác nhận 202020212022Thg 1Thg 2Thg 3Thg 4Thg 5Thg 6Thg 7Thg 8Thg 9Thg 10Thg 11Thg 12Thg 1Thg 2Thg 3Thg 4Thg 5Thg 6Thg 7Thg 8Thg 9Thg 10Thg 11Thg 12Thg 1Thg 2Thg 3Thg 4Thg 5Thg 615 ngày gần nhất15 ngày gần nhất |
| --- | --- | --- | --- | --- |
| Ngày | Ngày | | Ca nhiễm | Tử vong |
| 2020-01-31 | 2020-01-31 | | 2(n.a.) | |
| ⋮ | ⋮ | | 2(=) | |
| 2020-02-06 | 2020-02-06 | | 3(+1) | |
| ⋮ | ⋮ | | 3(=) | |
| 2020-02-09 | 2020-02-09 | | 4(+1) | |
| 2020-02-10 | 2020-02-10 | | 8(+4) | |
| ⋮ | ⋮ | | 8(=) | |
| 2020-02-13 | 2020-02-13 | | 9(+1) | |
| ⋮ | ⋮ | | 9(=) | |
| 2020-02-24 | 2020-02-24 | | 13(+4) | |
| ⋮ | ⋮ | | 13(=) | |
| 2020-02-28 | 2020-02-28 | | 19(+6) | |
| 2020-02-29 | 2020-02-29 | | 23(+4) | |
| 2020-03-01 | 2020-03-01 | | 35(+12) | |
| 2020-03-02 | 2020-03-02 | | 40(+5) | |
| 2020-03-03 | 2020-03-03 | | 51(+11) | |
| 2020-03-04 | 2020-03-04 | | 85(+34) | |
| 2020-03-05 | 2020-03-05 | | 114(+29) | 1(n.a.) |
| 2020-03-06 | 2020-03-06 | | 160(+46) | 2(+1) |
| 2020-03-07 | 2020-03-07 | | 206(+46) | 2(=) |
| 2020-03-08 | 2020-03-08 | | 271(+65) | 3(+1) |
| 2020-03-09 | 2020-03-09 | | 321(+50) | 7(+4) |
| 2020-03-10 | 2020-03-10 | | 373(+52) | 7(=) |
| 2020-03-11 | 2020-03-11 | | 456(+83) | 9(+2) |
| 2020-03-12 | 2020-03-12 | | 590(+134) | 10(+1) |
| 2020-03-13 | 2020-03-13 | | 797(+207) | 28(+18) |
| 2020-03-14 | 2020-03-14 | | 1.061(+264) | 43(+15) |
| 2020-03-15 | 2020-03-15 | | 1.391(+330) | 65(+22) |
| 2020-03-16 | 2020-03-16 | | 1.543(+152) | 81(+16) |
| 2020-03-17 | 2020-03-17 | | 1.950(+407) | 115(+34) |
| 2020-03-18 | 2020-03-18 | | 2.626(+676) | 158(+43) |
| 2020-03-19 | 2020-03-19 | | 3.269(+643) | 194(+36) |
| 2020-03-20 | 2020-03-20 | | 3.983(+714) | 250(+56) |
| 2020-03-21 | 2020-03-21 | | 5.018(+1.035) | 285(+35) |
| 2020-03-22 | 2020-03-22 | | 5.683(+665) | 359(+74) |
| 2020-03-23 | 2020-03-23 | | 6.650(+967) | 508(+149) |
| 2020-03-24 | 2020-03-24 | | 8.077(+1.427) | 694(+186) |
| 2020-03-25 | 2020-03-25 | | 9.529(+1.452) | 877(+183) |
| 2020-03-26 | 2020-03-26 | | 11.658(+2.129) | 1.161(+284) |
| 2020-03-27 | 2020-03-27 | | 14.548(+2.890) | 1.455(+294) |
| 2020-03-28 | 2020-03-28 | | 17.104(+2.556) | 1.669(+214) |
| 2020-03-29 | 2020-03-29 | | 19.606(+2.502) | 2.043(+374) |
| 2020-03-30 | 2020-03-30 | | 22.271(+2.665) | 2.425(+382) |
| 2020-03-31 | 2020-03-31 | | 25.521(+3.250) | 3.095(+670) |
| 2020-04-01 | 2020-04-01 | | 30.088(+4.567) | 3.747(+652) |
| 2020-04-02 | 2020-04-02 | | 34.610(+4.522) | 4.461(+714) |
| 2020-04-03 | 2020-04-03 | | 39.282(+4.672) | 5.221(+760) |
| 2020-04-04 | 2020-04-04 | | 43.282(+4.000) | 5.865(+644) |
| 2020-04-05 | 2020-04-05 | | 49.481(+6.199) | 6.433(+568) |
| 2020-04-06 | 2020-04-06 | | 53.624(+4.143) | 7.471(+1.038) |
| 2020-04-07 | 2020-04-07 | | 57.512(+3.888) | 8.505(+1.034) |
| 2020-04-08 | 2020-04-08 | | 63.377(+5.865) | 9.608(+1.103) |
| 2020-04-09 | 2020-04-09 | | 68.052(+4.675) | 10.760(+1.152) |
| 2020-04-10 | 2020-04-10 | | 73.758(+5.706) | 11.599(+839) |
| 2020-04-11 | 2020-04-11 | | 78.991(+5.233) | 12.285(+686) |
| 2020-04-12 | 2020-04-12 | | 84.279(+5.288) | 13.029(+744) |
| 2020-04-13 | 2020-04-13 | | 88.621(+4.342) | 14.073(+1.044) |
| 2020-04-14 | 2020-04-14 | | 93.873(+5.252) | 14.915(+842) |
| 2020-04-15 | 2020-04-15 | | 98.476(+4.603) | 15.944(+1.029) |
| 2020-04-16 | 2020-04-16 | | 103.093(+4.617) | 16.879(+935) |
| 2020-04-17 | 2020-04-17 | | 108.692(+5.599) | 17.994(+1.115) |
| 2020-04-18 | 2020-04-18 | | 114.217(+5.525) | 18.492(+498) |
| 2020-04-19 | 2020-04-19 | | 120.067(+5.850) | 19.051(+559) |
| 2020-04-20 | 2020-04-20 | | 124.743(+4.676) | 20.223(+1.172) |
| 2020-04-21 | 2020-04-21 | | 129.044(+4.301) | 21.060(+837) |
| 2020-04-22 | 2020-04-22 | | 133.495(+4.451) | 21.787(+727) |
| 2020-04-23 | 2020-04-23 | | 138.078(+4.583) | 22.792(+1.005) |
| 2020-04-24 | 2020-04-24 | | 143.464(+5.386) | 23.635(+843) |
| 2020-04-25 | 2020-04-25 | | 148.377(+4.913) | 24.055(+420) |
| 2020-04-26 | 2020-04-26 | | 152.840(+4.463) | 24.393(+338) |
| 2020-04-27 | 2020-04-27 | | 157.149(+4.309) | 25.302(+909) |
| 2020-04-28 | 2020-04-28 | | 161.145(+3.996) | 26.097(+795) |
| 2020-04-29 | 2020-04-29 | | 165.221(+4.076) | 26.771(+674) |
| 2020-04-30 | 2020-04-30 | | 171.253(+6.032) | 27.510(+739) |
| 2020-05-01 | 2020-05-01 | | 177.454(+6.201) | 28.131(+621) |
| 2020-05-02 | 2020-05-02 | | 182.260(+4.806) | 28.446(+315) |
| 2020-05-03 | 2020-05-03 | | 186.599(+4.339) | 28.734(+288) |
| 2020-05-04 | 2020-05-04 | | 190.584(+3.985) | 29.427(+693) |
| 2020-05-05 | 2020-05-05 | | 194.990(+4.406) | 30.076(+649) |
| 2020-05-06 | 2020-05-06 | | 201.101(+6.111) | 30.615(+539) |
| 2020-05-07 | 2020-05-07 | | 206.715(+5.614) | 31.241(+626) |
| 2020-05-08 | 2020-05-08 | | 211.364(+4.649) | 31.587(+346) |
| 2020-05-09 | 2020-05-09 | | 215.260(+3.896) | 31.855(+268) |
| 2020-05-10 | 2020-05-10 | | 219.183(+3.923) | 32.065(+210) |
| 2020-05-11 | 2020-05-11 | | 223.060(+3.877) | 32.692(+627) |
| 2020-05-12 | 2020-05-12 | | 226.463(+3.403) | 33.186(+494) |
| 2020-05-13 | 2020-05-13 | | 229.705(+3.242) | 33.614(+428) |
| 2020-05-14 | 2020-05-14 | | 233.151(+3.446) | 33.998(+384) |
| 2020-05-15 | 2020-05-15 | | 236.711(+3.560) | 34.466(+468) |
| 2020-05-16 | 2020-05-16 | | 240.161(+3.450) | 34.636(+170) |
| 2020-05-17 | 2020-05-17 | | 243.695(+3.534) | 34.796(+160) |
| 2020-05-18 | 2020-05-18 | | 246.406(+2.711) | 35.341(+545) |
| 2020-05-19 | 2020-05-19 | | 248.818(+2.412) | 35.704(+363) |
| 2020-05-20 | 2020-05-20 | | 248.293(-525) | 36.042(+338) |
| 2020-05-21 | 2020-05-21 | | 250.908(+2.615) | 36.393(+351) |
| 2020-05-22 | 2020-05-22 | | 254.195(+3.287) | 36.675(+282) |
| 2020-05-23 | 2020-05-23 | | 257.154(+2.959) | 37.116(+441) |
| 2020-05-24 | 2020-05-24 | | 259.559(+2.405) | 37.237(+121) |
| 2020-05-25 | 2020-05-25 | | 261.184(+1.625) | 37.373(+136) |
| 2020-05-26 | 2020-05-26 | | 263.188(+2.004) | 37.807(+434) |
| 2020-05-27 | 2020-05-27 | | 267.240(+4.052) | 38.220(+413) |
| 2020-05-28 | 2020-05-28 | | 269.127(+1.887) | 38.593(+373) |
| 2020-05-29 | 2020-05-29 | | 271.222(+2.095) | 38.819(+226) |
| 2020-05-30 | 2020-05-30 | | 272.826(+1.604) | 38.934(+115) |
| 2020-05-31 | 2020-05-31 | | 274.762(+1.936) | 39.045(+111) |
| 2020-06-01 | 2020-06-01 | | 276.332(+1.570) | 39.369(+324) |
| 2020-06-02 | 2020-06-02 | | 277.985(+1.653) | 39.728(+359) |
| 2020-06-03 | 2020-06-03 | | 279.856(+1.871) | 39.904(+176) |
| 2020-06-04 | 2020-06-04 | | 281.661(+1.805) | 40.261(+357) |
| 2020-06-05 | 2020-06-05 | | 283.311(+1.650) | 40.465(+204) |
| 2020-06-06 | 2020-06-06 | | 284.868(+1.557) | 40.542(+77) |
| 2020-06-07 | 2020-06-07 | | 286.194(+1.326) | 40.597(+55) |
| 2020-06-08 | 2020-06-08 | | 287.399(+1.205) | 40.883(+286) |
| 2020-06-09 | 2020-06-09 | | 289.140(+1.741) | 41.128(+245) |
| 2020-06-10 | 2020-06-10 | | 290.143(+1.003) | 41.279(+151) |
| 2020-06-11 | 2020-06-11 | | 291.409(+1.266) | 41.481(+202) |
| 2020-06-12 | 2020-06-12 | | 292.950(+1.541) | 41.662(+181) |
| 2020-06-13 | 2020-06-13 | | 294.375(+1.425) | 41.698(+36) |
| 2020-06-14 | 2020-06-14 | | 295.889(+1.514) | 41.736(+38) |
| 2020-06-15 | 2020-06-15 | | 296.857(+968) | 41.969(+233) |
| 2020-06-16 | 2020-06-16 | | 298.136(+1.279) | 42.153(+184) |
| 2020-06-17 | 2020-06-17 | | 299.251(+1.115) | 42.288(+135) |
| 2020-06-18 | 2020-06-18 | | 300.469(+1.218) | 42.461(+173) |
| 2020-06-19 | 2020-06-19 | | 301.815(+1.346) | 42.589(+128) |
| 2020-06-20 | 2020-06-20 | | 303.110(+1.295) | 42.632(+43) |
| 2020-06-21 | 2020-06-21 | | 304.331(+1.221) | 42.647(+15) |
| 2020-06-22 | 2020-06-22 | | 305.289(+958) | 42.927(+280) |
| 2020-06-23 | 2020-06-23 | | 306.210(+921) | 43.081(+154) |
| 2020-06-24 | 2020-06-24 | | 306.862(+652) | 43.230(+149) |
| 2020-06-25 | 2020-06-25 | | 307.980(+1.118) | 43.414(+184) |
| 2020-06-26 | 2020-06-26 | | 309.360(+1.380) | 43.514(+100) |
| 2020-06-27 | 2020-06-27 | | 310.250(+890) | 43.550(+36) |
| 2020-06-28 | 2020-06-28 | | 311.151(+901) | 43.575(+25) |
| 2020-06-29 | 2020-06-29 | | 311.965(+814) | 43.730(+155) |
| 2020-06-30 | 2020-06-30 | | 312.654(+689) | 43.906(+176) |
| 2020-07-01 | 2020-07-01 | | 313.483(+829) | 43.995(+89) |
| 2020-07-02 | 2020-07-02 | | 283.757(-29726) | 44.131(+136) |
| 2020-07-03 | 2020-07-03 | | 284.276(+519) | 44.198(+67) |
| 2020-07-04 | 2020-07-04 | | 284.900(+624) | 44.220(+22) |
| 2020-07-05 | 2020-07-05 | | 285.416(+516) | 44.236(+16) |
| 2020-07-06 | 2020-07-06 | | 285.768(+352) | 44.391(+155) |
| 2020-07-07 | 2020-07-07 | | 286.349(+581) | 44.517(+126) |
| 2020-07-08 | 2020-07-08 | | 286.979(+630) | 44.602(+85) |
| 2020-07-09 | 2020-07-09 | | 287.621(+642) | 44.650(+48) |
| 2020-07-10 | 2020-07-10 | | 288.133(+512) | 44.798(+148) |
| 2020-07-11 | 2020-07-11 | | 288.953(+820) | 44.819(+21) |
| 2020-07-12 | 2020-07-12 | | 289.603(+650) | 44.830(+11) |
| 2020-07-13 | 2020-07-13 | | 290.133(+530) | 44.968(+138) |
| 2020-07-14 | 2020-07-14 | | 291.373(+1.240) | 45.053(+85) |
| 2020-07-15 | 2020-07-15 | | 291.911(+538) | 45.119(+66) |
| 2020-07-16 | 2020-07-16 | | 292.552(+641) | 45.233(+114) |
| 2020-07-17 | 2020-07-17 | | 293.239(+687) | 45.273(+40) |
| 2020-07-18 | 2020-07-18 | | 294.066(+827) | 45.301(+28) |
| 2020-07-19 | 2020-07-19 | | 294.792(+726) | 45.312(+11) |
| 2020-07-20 | 2020-07-20 | | 295.372(+580) | 45.422(+110) |
| 2020-07-21 | 2020-07-21 | | 295.817(+445) | 45.501(+79) |
| 2020-07-22 | 2020-07-22 | | 296.377(+560) | 45.554(+53) |
| 2020-07-23 | 2020-07-23 | | 297.146(+769) | 45.677(+123) |
| 2020-07-24 | 2020-07-24 | | 297.914(+768) | 45.738(+61) |
| 2020-07-25 | 2020-07-25 | | 298.681(+767) | 45.752(+14) |
| 2020-07-26 | 2020-07-26 | | 299.426(+745) | 45.759(+7) |
| 2020-07-27 | 2020-07-27 | | 300.111(+685) | 45.878(+119) |
| 2020-07-28 | 2020-07-28 | | 300.692(+581) | 45.961(+83) |
| 2020-07-29 | 2020-07-29 | | 301.455(+763) | 45.999(+38) |
| 2020-07-30 | 2020-07-30 | | 302.301(+846) | 46.054(+55) |
| 2020-07-31 | 2020-07-31 | | 303.181(+880) | 46.119(+65) |
| 2020-08-01 | 2020-08-01 | | 303.952(+771) | 46.193(+74) |
| 2020-08-02 | 2020-08-02 | | 304.695(+743) | 46.201(+8) |
| 2020-08-03 | 2020-08-03 | | 305.623(+928) | 46.210(+9) |
| 2020-08-04 | 2020-08-04 | | 306.293(+670) | 46.299(+89) |
| 2020-08-05 | 2020-08-05 | | 307.184(+891) | 46.364(+65) |
| 2020-08-06 | 2020-08-06 | | 308.134(+950) | 46.413(+49) |
| 2020-08-07 | 2020-08-07 | | 309.005(+871) | 46.511(+98) |
| 2020-08-08 | 2020-08-08 | | 309.763(+758) | 46.566(+55) |
| 2020-08-09 | 2020-08-09 | | 310.825(+1.062) | 46.574(+8) |
| 2020-08-10 | 2020-08-10 | | 311.641(+816) | 46.526(-48) |
| 2020-08-11 | 2020-08-11 | | 312.789(+1.148) | 46.526(=) |
| 2020-08-12 | 2020-08-12 | | 313.798(+1.009) | 41.329(-5197) |
| 2020-08-13 | 2020-08-13 | | 314.927(+1.129) | 41.329(=) |
| 2020-08-14 | 2020-08-14 | | 316.367(+1.440) | 41.357(+28) |
| 2020-08-15 | 2020-08-15 | | 317.444(+1.077) | 41.361(+4) |
| 2020-08-16 | 2020-08-16 | | 318.484(+1.040) | 41.366(+5) |
| 2020-08-17 | 2020-08-17 | | 319.197(+713) | 41.369(+3) |
| 2020-08-18 | 2020-08-18 | | 320.286(+1.089) | 41.381(+12) |
| 2020-08-19 | 2020-08-19 | | 321.098(+812) | 41.397(+16) |
| 2020-08-20 | 2020-08-20 | | 322.280(+1.182) | 41.403(+6) |
| 2020-08-21 | 2020-08-21 | | 323.313(+1.033) | 41.405(+2) |
| 2020-08-22 | 2020-08-22 | | 324.601(+1.288) | 41.423(+18) |
| 2020-08-23 | 2020-08-23 | | 325.642(+1.041) | 41.429(+6) |
| 2020-08-24 | 2020-08-24 | | 326.614(+972) | 41.433(+4) |
| 2020-08-25 | 2020-08-25 | | 327.798(+1.184) | 41.449(+16) |
| 2020-08-26 | 2020-08-26 | | 328.846(+1.048) | 41.465(+16) |
| 2020-08-27 | 2020-08-27 | | 330.368(+1.522) | 41.477(+12) |
| 2020-08-28 | 2020-08-28 | | 331.644(+1.276) | 41.486(+9) |
| 2020-08-29 | 2020-08-29 | | 332.752(+1.108) | 41.498(+12) |
| 2020-08-30 | 2020-08-30 | | 334.467(+1.715) | 41.499(+1) |
| 2020-08-31 | 2020-08-31 | | 335.873(+1.406) | 41.501(+2) |
| 2020-09-01 | 2020-09-01 | | 337.168(+1.295) | 41.504(+3) |
| 2020-09-02 | 2020-09-02 | | 338.676(+1.508) | 41.514(+10) |
| 2020-09-03 | 2020-09-03 | | 340.411(+1.735) | 41.527(+13) |
| 2020-09-04 | 2020-09-04 | | 342.351(+1.940) | 41.537(+10) |
| 2020-09-05 | 2020-09-05 | | 344.164(+1.813) | 41.549(+12) |
| 2020-09-06 | 2020-09-06 | | 347.152(+2.988) | 41.551(+2) |
| 2020-09-07 | 2020-09-07 | | 350.100(+2.948) | 41.554(+3) |
| 2020-09-08 | 2020-09-08 | | 352.520(+2.420) | 41.584(+30) |
| 2020-09-09 | 2020-09-09 | | 355.219(+2.699) | 41.594(+10) |
| 2020-09-10 | 2020-09-10 | | 358.138(+2.919) | 41.608(+14) |
| 2020-09-11 | 2020-09-11 | | 361.677(+3.539) | 41.614(+6) |
| 2020-09-12 | 2020-09-12 | | 365.174(+3.497) | 41.623(+9) |
| 2020-09-13 | 2020-09-13 | | 368.504(+3.330) | 41.628(+5) |
| 2020-09-14 | 2020-09-14 | | 371.125(+2.621) | 41.637(+9) |
| 2020-09-15 | 2020-09-15 | | 374.228(+3.103) | 41.664(+27) |
| 2020-09-16 | 2020-09-16 | | 378.219(+3.991) | 41.684(+20) |
| 2020-09-17 | 2020-09-17 | | 381.614(+3.395) | 41.705(+21) |
| 2020-09-18 | 2020-09-18 | | 385.936(+4.322) | 41.732(+27) |
| 2020-09-19 | 2020-09-19 | | 390.358(+4.422) | 41.759(+27) |
| 2020-09-20 | 2020-09-20 | | 394.257(+3.899) | 41.777(+18) |
| 2020-09-21 | 2020-09-21 | | 398.625(+4.368) | 41.788(+11) |
| 2020-09-22 | 2020-09-22 | | 403.551(+4.926) | 41.825(+37) |
| 2020-09-23 | 2020-09-23 | | 409.759(+6.208) | 41.862(+37) |
| 2020-09-24 | 2020-09-24 | | 416.363(+6.604) | 41.902(+40) |
| 2020-09-25 | 2020-09-25 | | 423.236(+6.873) | 41.936(+34) |
| 2020-09-26 | 2020-09-26 | | 429.277(+6.041) | 41.971(+35) |
| 2020-09-27 | 2020-09-27 | | 434.969(+5.692) | 41.988(+17) |
| 2020-09-28 | 2020-09-28 | | 439.013(+4.044) | 42.001(+13) |
| 2020-09-29 | 2020-09-29 | | 446.156(+7.143) | 42.072(+71) |
| 2020-09-30 | 2020-09-30 | | 453.264(+7.108) | 42.143(+71) |
| 2020-10-01 | 2020-10-01 | | 460.178(+6.914) | 42.202(+59) |
| 2020-10-02 | 2020-10-02 | | 467.146(+6.968) | 42.268(+66) |
| 2020-10-03 | 2020-10-03 | | 480.017(+12.871) | 42.317(+49) |
| 2020-10-04 | 2020-10-04 | | 502.978(+22.961) | 42.350(+33) |
| 2020-10-05 | 2020-10-05 | | 515.571(+12.593) | 42.369(+19) |
| 2020-10-06 | 2020-10-06 | | 530.113(+14.542) | 42.445(+76) |
| 2020-10-07 | 2020-10-07 | | 544.275(+14.162) | 42.515(+70) |
| 2020-10-08 | 2020-10-08 | | 561.815(+17.540) | 42.592(+77) |
| 2020-10-09 | 2020-10-09 | | 575.679(+13.864) | 42.679(+87) |
| 2020-10-10 | 2020-10-10 | | 590.844(+15.165) | 42.760(+81) |
| 2020-10-11 | 2020-10-11 | | 603.716(+12.872) | 42.825(+65) |
| 2020-10-12 | 2020-10-12 | | 617.688(+13.972) | 42.875(+50) |
| 2020-10-13 | 2020-10-13 | | 634.920(+17.232) | 42.875(=) |
| 2020-10-14 | 2020-10-14 | | 654.644(+19.724) | 43.155(+280) |
| 2020-10-15 | 2020-10-15 | | 673.622(+18.978) | 43.293(+138) |
| 2020-10-16 | 2020-10-16 | | 689.257(+15.635) | 43.429(+136) |
| 2020-10-17 | 2020-10-17 | | 705.428(+16.171) | 43.579(+150) |
| 2020-10-18 | 2020-10-18 | | 722.409(+16.981) | 43.646(+67) |
| 2020-10-19 | 2020-10-19 | | 741.212(+18.803) | 43.726(+80) |
| 2020-10-20 | 2020-10-20 | | 762.542(+21.330) | 43.967(+241) |
| 2020-10-21 | 2020-10-21 | | 789.229(+26.687) | 44.158(+191) |
| 2020-10-22 | 2020-10-22 | | 810.467(+21.238) | 44.347(+189) |
| 2020-10-23 | 2020-10-23 | | 830.998(+20.531) | 44.571(+224) |
| 2020-10-24 | 2020-10-24 | | 854.010(+23.012) | 44.745(+174) |
| 2020-10-25 | 2020-10-25 | | 873.800(+19.790) | 44.896(+151) |
| 2020-10-26 | 2020-10-26 | | 894.690(+20.890) | 44.998(+102) |
| 2020-10-27 | 2020-10-27 | | 917.575(+22.885) | 45.365(+367) |
| 2020-10-28 | 2020-10-28 | | 942.275(+24.700) | 45.675(+310) |
| 2020-10-29 | 2020-10-29 | | 965.340(+23.065) | 45.955(+280) |
| 2020-10-30 | 2020-10-30 | | 989.745(+24.405) | 46.229(+274) |
| 2020-10-31 | 2020-10-31 | | 1.011.660(+21.915) | 46.555(+326) |
| 2020-11-01 | 2020-11-01 | | 1.034.914(+23.254) | 46.717(+162) |
| 2020-11-02 | 2020-11-02 | | 1.053.864(+18.950) | 46.853(+136) |
| 2020-11-03 | 2020-11-03 | | 1.073.882(+20.018) | 47.250(+397) |
| 2020-11-04 | 2020-11-04 | | 1.099.059(+25.177) | 47.742(+492) |
| 2020-11-05 | 2020-11-05 | | 1.123.197(+24.138) | 48.120(+378) |
| 2020-11-06 | 2020-11-06 | | 1.146.484(+23.287) | 48.475(+355) |
| 2020-11-07 | 2020-11-07 | | 1.171.441(+24.957) | 48.888(+413) |
| 2020-11-08 | 2020-11-08 | | 1.192.013(+20.572) | 49.044(+156) |
| 2020-11-09 | 2020-11-09 | | 1.213.363(+21.350) | 49.238(+194) |
| 2020-11-10 | 2020-11-10 | | 1.233.775(+20.412) | 49.770(+532) |
| 2020-11-11 | 2020-11-11 | | 1.256.725(+22.950) | 50.365(+595) |
| 2020-11-12 | 2020-11-12 | | 1.290.195(+33.470) | 50.928(+563) |
| 2020-11-13 | 2020-11-13 | | 1.317.496(+27.301) | 51.304(+376) |
| 2020-11-14 | 2020-11-14 | | 1.344.356(+26.860) | 51.766(+462) |
| 2020-11-15 | 2020-11-15 | | 1.369.318(+24.962) | 51.934(+168) |
| 2020-11-16 | 2020-11-16 | | 1.390.681(+21.363) | 52.147(+213) |
| 2020-11-17 | 2020-11-17 | | 1.410.732(+20.051) | 52.745(+598) |
| 2020-11-18 | 2020-11-18 | | 1.430.341(+19.609) | 53.274(+529) |
| 2020-11-19 | 2020-11-19 | | 1.453.256(+22.915) | 53.775(+501) |
| 2020-11-20 | 2020-11-20 | | 1.473.508(+20.252) | 54.286(+511) |
| 2020-11-21 | 2020-11-21 | | 1.493.383(+19.875) | 54.626(+340) |
| 2020-11-22 | 2020-11-22 | | 1.512.045(+18.662) | 55.024(+398) |
| 2020-11-23 | 2020-11-23 | | 1.527.495(+15.450) | 55.230(+206) |
| 2020-11-24 | 2020-11-24 | | 1.538.794(+11.299) | 55.838(+608) |
| 2020-11-25 | 2020-11-25 | | 1.557.007(+18.213) | 56.533(+695) |
| 2020-11-26 | 2020-11-26 | | 1.574.562(+17.555) | 57.031(+498) |
| 2020-11-27 | 2020-11-27 | | 1.589.301(+14.739) | 57.551(+520) |
| 2020-11-28 | 2020-11-28 | | 1.605.172(+15.871) | 58.030(+479) |
| 2020-11-29 | 2020-11-29 | | 1.617.327(+12.155) | 58.245(+215) |
| 2020-11-30 | 2020-11-30 | | 1.629.657(+12.330) | 58.448(+203) |
| 2020-12-01 | 2020-12-01 | | 1.643.086(+13.429) | 59.051(+603) |
| 2020-12-02 | 2020-12-02 | | 1.659.256(+16.170) | 59.699(+648) |
| 2020-12-03 | 2020-12-03 | | 1.674.134(+14.878) | 60.113(+414) |
| 2020-12-04 | 2020-12-04 | | 1.690.432(+16.298) | 60.617(+504) |
| 2020-12-05 | 2020-12-05 | | 1.705.971(+15.539) | 61.014(+397) |
| 2020-12-06 | 2020-12-06 | | 1.723.242(+17.271) | 61.245(+231) |
| 2020-12-07 | 2020-12-07 | | 1.737.960(+14.718) | 61.434(+189) |
| 2020-12-08 | 2020-12-08 | | 1.750.241(+12.281) | 62.033(+599) |
| 2020-12-09 | 2020-12-09 | | 1.766.819(+16.578) | 62.566(+533) |
| 2020-12-10 | 2020-12-10 | | 1.787.783(+20.964) | 63.082(+516) |
| 2020-12-11 | 2020-12-11 | | 1.809.455(+21.672) | 63.506(+424) |
| 2020-12-12 | 2020-12-12 | | 1.830.956(+21.501) | 64.026(+520) |
| 2020-12-13 | 2020-12-13 | | 1.849.403(+18.447) | 64.170(+144) |
| 2020-12-14 | 2020-12-14 | | 1.869.666(+20.263) | 64.402(+232) |
| 2020-12-15 | 2020-12-15 | | 1.888.116(+18.450) | 64.908(+506) |
| 2020-12-16 | 2020-12-16 | | 1.913.277(+25.161) | 65.520(+612) |
| 2020-12-17 | 2020-12-17 | | 1.948.660(+35.383) | 66.052(+532) |
| 2020-12-18 | 2020-12-18 | | 1.977.167(+28.507) | 66.541(+489) |
| 2020-12-19 | 2020-12-19 | | 2.004.219(+27.052) | 67.075(+534) |
| 2020-12-20 | 2020-12-20 | | 2.040.147(+35.928) | 67.401(+326) |
| 2020-12-21 | 2020-12-21 | | 2.073.511(+33.364) | 67.616(+215) |
| 2020-12-22 | 2020-12-22 | | 2.110.314(+36.803) | 68.307(+691) |
| 2020-12-23 | 2020-12-23 | | 2.149.551(+39.237) | 69.051(+744) |
| 2020-12-24 | 2020-12-24 | | 2.188.587(+39.036) | 69.625(+574) |
| 2020-12-25 | 2020-12-25 | | 2.221.312(+32.725) | 70.195(+570) |
| 2020-12-26 | 2020-12-26 | | 2.256.005(+34.693) | 70.405(+210) |
| 2020-12-27 | 2020-12-27 | | 2.288.345(+32.340) | 70.752(+347) |
| 2020-12-28 | 2020-12-28 | | 2.329.730(+41.385) | 71.109(+357) |
| 2020-12-29 | 2020-12-29 | | 2.382.865(+53.135) | 71.567(+458) |
| 2020-12-30 | 2020-12-30 | | 2.432.888(+50.023) | 72.548(+981) |
| 2020-12-31 | 2020-12-31 | | 2.488.780(+55.892) | 73.512(+964) |
| 2021-01-01 | 2021-01-01 | | 2.542.065(+53.285) | 74.125(+613) |
| 2021-01-02 | 2021-01-02 | | 2.599.789(+57.724) | 74.570(+445) |
| 2021-01-03 | 2021-01-03 | | 2.654.779(+54.990) | 75.024(+454) |
| 2021-01-04 | 2021-01-04 | | 2.713.563(+58.784) | 75.431(+407) |
| 2021-01-05 | 2021-01-05 | | 2.774.479(+60.916) | 76.305(+874) |
| 2021-01-06 | 2021-01-06 | | 2.836.801(+62.322) | 77.346(+1.041) |
| 2021-01-07 | 2021-01-07 | | 2.889.419(+52.618) | 78.508(+1.162) |
| 2021-01-08 | 2021-01-08 | | 2.957.472(+68.053) | 79.833(+1.325) |
| 2021-01-09 | 2021-01-09 | | 3.017.409(+59.937) | 80.868(+1.035) |
| 2021-01-10 | 2021-01-10 | | 3.072.349(+54.940) | 81.431(+563) |
| 2021-01-11 | 2021-01-11 | | 3.118.518(+46.169) | 81.960(+529) |
| 2021-01-12 | 2021-01-12 | | 3.164.051(+45.533) | 83.203(+1.243) |
| 2021-01-13 | 2021-01-13 | | 3.211.576(+47.525) | 84.767(+1.564) |
| 2021-01-14 | 2021-01-14 | | 3.260.258(+48.682) | 86.015(+1.248) |
| 2021-01-15 | 2021-01-15 | | 3.316.019(+55.761) | 87.295(+1.280) |
| 2021-01-16 | 2021-01-16 | | 3.357.361(+41.342) | 88.590(+1.295) |
| 2021-01-17 | 2021-01-17 | | 3.395.959(+38.598) | 89.261(+671) |
| 2021-01-18 | 2021-01-18 | | 3.433.494(+37.535) | 89.860(+599) |
| 2021-01-19 | 2021-01-19 | | 3.466.849(+33.355) | 91.470(+1.610) |
| 2021-01-20 | 2021-01-20 | | 3.505.754(+38.905) | 93.290(+1.820) |
| 2021-01-21 | 2021-01-21 | | 3.543.646(+37.892) | 94.580(+1.290) |
| 2021-01-22 | 2021-01-22 | | 3.583.907(+40.261) | 95.981(+1.401) |
| 2021-01-23 | 2021-01-23 | | 3.617.459(+33.552) | 97.329(+1.348) |
| 2021-01-24 | 2021-01-24 | | 3.647.463(+30.004) | 97.939(+610) |
| 2021-01-25 | 2021-01-25 | | 3.669.658(+22.195) | 98.531(+592) |
| 2021-01-26 | 2021-01-26 | | 3.689.746(+20.088) | 100.162(+1.631) |
| 2021-01-27 | 2021-01-27 | | 3.715.054(+25.308) | 101.887(+1.725) |
| 2021-01-28 | 2021-01-28 | | 3.743.734(+28.680) | 103.126(+1.239) |
| 2021-01-29 | 2021-01-29 | | 3.772.813(+29.079) | 104.371(+1.245) |
| 2021-01-30 | 2021-01-30 | | 3.796.088(+23.275) | 105.571(+1.200) |
| 2021-01-31 | 2021-01-31 | | 3.817.176(+21.088) | 106.158(+587) |
| 2021-02-01 | 2021-02-01 | | 3.835.783(+18.607) | 106.564(+406) |
| 2021-02-02 | 2021-02-02 | | 3.852.623(+16.840) | 108.013(+1.449) |
| 2021-02-03 | 2021-02-03 | | 3.871.825(+19.202) | 109.335(+1.322) |
| 2021-02-04 | 2021-02-04 | | 3.892.459(+20.634) | 110.250(+915) |
| 2021-02-05 | 2021-02-05 | | 3.911.573(+19.114) | 111.264(+1.014) |
| 2021-02-06 | 2021-02-06 | | 3.929.835(+18.262) | 112.092(+828) |
| 2021-02-07 | 2021-02-07 | | 3.945.680(+15.845) | 112.465(+373) |
| 2021-02-08 | 2021-02-08 | | 3.959.784(+14.104) | 112.798(+333) |
| 2021-02-09 | 2021-02-09 | | 3.972.148(+12.364) | 113.850(+1.052) |
| 2021-02-10 | 2021-02-10 | | 3.985.161(+13.013) | 114.851(+1.001) |
| 2021-02-11 | 2021-02-11 | | 3.998.655(+13.494) | 115.529(+678) |
| 2021-02-12 | 2021-02-12 | | 4.013.799(+15.144) | 116.287(+758) |
| 2021-02-13 | 2021-02-13 | | 4.027.106(+13.307) | 116.908(+621) |
| 2021-02-14 | 2021-02-14 | | 4.038.078(+10.972) | 117.166(+258) |
| 2021-02-15 | 2021-02-15 | | 4.047.843(+9.765) | 117.396(+230) |
| 2021-02-16 | 2021-02-16 | | 4.058.468(+10.625) | 118.195(+799) |
| 2021-02-17 | 2021-02-17 | | 4.071.185(+12.717) | 118.933(+738) |
| 2021-02-18 | 2021-02-18 | | 4.083.242(+12.057) | 119.387(+454) |
| 2021-02-19 | 2021-02-19 | | 4.095.269(+12.027) | 119.920(+533) |
| 2021-02-20 | 2021-02-20 | | 4.105.675(+10.406) | 120.365(+445) |
| 2021-02-21 | 2021-02-21 | | 4.115.509(+9.834) | 120.580(+215) |
| 2021-02-22 | 2021-02-22 | | 4.126.150(+10.641) | 120.757(+177) |
| 2021-02-23 | 2021-02-23 | | 4.134.639(+8.489) | 121.305(+548) |
| 2021-02-24 | 2021-02-24 | | 4.144.577(+9.938) | 121.747(+442) |
| 2021-02-25 | 2021-02-25 | | 4.154.562(+9.985) | 122.070(+323) |
| 2021-02-26 | 2021-02-26 | | 4.163.085(+8.523) | 122.415(+345) |
| 2021-02-27 | 2021-02-27 | | 4.170.519(+7.434) | 122.705(+290) |
| 2021-02-28 | 2021-02-28 | | 4.176.554(+6.035) | 122.849(+144) |
| 2021-03-01 | 2021-03-01 | | 4.182.009(+5.455) | 122.953(+104) |
| 2021-03-02 | 2021-03-02 | | 4.188.400(+6.391) | 123.296(+343) |
| 2021-03-03 | 2021-03-03 | | 4.194.785(+6.385) | 123.783(+487) |
| 2021-03-04 | 2021-03-04 | | 4.201.358(+6.573) | 124.025(+242) |
| 2021-03-05 | 2021-03-05 | | 4.207.304(+5.946) | 124.261(+236) |
| 2021-03-06 | 2021-03-06 | | 4.213.343(+6.039) | 124.419(+158) |
| 2021-03-07 | 2021-03-07 | | 4.218.520(+5.177) | 124.501(+82) |
| 2021-03-08 | 2021-03-08 | | 4.223.232(+4.712) | 124.566(+65) |
| 2021-03-09 | 2021-03-09 | | 4.228.998(+5.766) | 124.797(+231) |
| 2021-03-10 | 2021-03-10 | | 4.234.924(+5.926) | 124.987(+190) |
| 2021-03-11 | 2021-03-11 | | 4.241.677(+6.753) | 125.168(+181) |
| 2021-03-12 | 2021-03-12 | | 4.248.286(+6.609) | 125.343(+175) |
| 2021-03-13 | 2021-03-13 | | 4.253.820(+5.534) | 125.464(+121) |
| 2021-03-14 | 2021-03-14 | | 4.258.438(+4.618) | 125.516(+52) |
| 2021-03-15 | 2021-03-15 | | 4.263.527(+5.089) | 125.580(+64) |
| 2021-03-16 | 2021-03-16 | | 4.268.821(+5.294) | 125.690(+110) |
| 2021-03-17 | 2021-03-17 | | 4.274.579(+5.758) | 125.831(+141) |
| 2021-03-18 | 2021-03-18 | | 4.280.882(+6.303) | 125.926(+95) |
| 2021-03-19 | 2021-03-19 | | 4.285.684(+4.802) | 126.026(+100) |
| 2021-03-20 | 2021-03-20 | | 4.291.271(+5.587) | 126.122(+96) |
| 2021-03-21 | 2021-03-21 | | 4.296.583(+5.312) | 126.155(+33) |
| 2021-03-22 | 2021-03-22 | | 4.301.925(+5.342) | 126.172(+17) |
| 2021-03-23 | 2021-03-23 | | 4.307.304(+5.379) | 126.284(+112) |
| 2021-03-24 | 2021-03-24 | | 4.312.908(+5.604) | 126.382(+98) |
| 2021-03-25 | 2021-03-25 | | 4.319.128(+6.220) | 126.445(+63) |
| 2021-03-26 | 2021-03-26 | | 4.325.315(+6.187) | 126.515(+70) |
| 2021-03-27 | 2021-03-27 | | 4.329.180(+3.865) | 126.573(+58) |
| 2021-03-28 | 2021-03-28 | | 4.333.042(+3.862) | 126.592(+19) |
| 2021-03-29 | 2021-03-29 | | 4.337.696(+4.654) | 126.615(+23) |
| 2021-03-30 | 2021-03-30 | | 4.341.736(+4.040) | 126.670(+55) |
| 2021-03-31 | 2021-03-31 | | 4.345.788(+4.052) | 126.713(+43) |
| 2021-04-01 | 2021-04-01 | | 4.350.266(+4.478) | 126.764(+51) |
| 2021-04-02 | 2021-04-02 | | 4.353.668(+3.402) | 126.816(+52) |
| 2021-04-03 | 2021-04-03 | | 4.357.091(+3.423) | 126.826(+10) |
| 2021-04-04 | 2021-04-04 | | 4.359.388(+2.297) | 126.836(+10) |
| 2021-04-05 | 2021-04-05 | | 4.362.150(+2.762) | 126.862(+26) |
| 2021-04-06 | 2021-04-06 | | 4.364.529(+2.379) | 126.882(+20) |
| 2021-04-07 | 2021-04-07 | | 4.367.291(+2.762) | 126.927(+45) |
| 2021-04-08 | 2021-04-08 | | 4.370.321(+3.030) | 126.980(+53) |
| 2021-04-09 | 2021-04-09 | | 4.365.461(-4860) | 127.040(+60) |
| 2021-04-10 | 2021-04-10 | | 4.368.045(+2.584) | 127.080(+40) |
| 2021-04-11 | 2021-04-11 | | 4.369.775(+1.730) | 127.087(+7) |
| 2021-04-12 | 2021-04-12 | | 4.373.343(+3.568) | 127.100(+13) |
| 2021-04-13 | 2021-04-13 | | 4.375.814(+2.471) | 127.123(+23) |
| 2021-04-14 | 2021-04-14 | | 4.378.305(+2.491) | 127.161(+38) |
| 2021-04-15 | 2021-04-15 | | 4.380.976(+2.671) | 127.191(+30) |
| 2021-04-16 | 2021-04-16 | | 4.383.732(+2.756) | 127.225(+34) |
| 2021-04-17 | 2021-04-17 | | 4.385.938(+2.206) | 127.260(+35) |
| 2021-04-18 | 2021-04-18 | | 4.387.820(+1.882) | 127.270(+10) |
| 2021-04-19 | 2021-04-19 | | 4.390.783(+2.963) | 127.274(+4) |
| 2021-04-20 | 2021-04-20 | | 4.393.307(+2.524) | 127.307(+33) |
| 2021-04-21 | 2021-04-21 | | 4.395.703(+2.396) | 127.327(+20) |
| 2021-04-22 | 2021-04-22 | | 4.398.431(+2.728) | 127.345(+18) |
| 2021-04-23 | 2021-04-23 | | 4.401.109(+2.678) | 127.385(+40) |
| 2021-04-24 | 2021-04-24 | | 4.403.170(+2.061) | 127.417(+32) |
| 2021-04-25 | 2021-04-25 | | 4.404.882(+1.712) | 127.428(+11) |
| 2021-04-26 | 2021-04-26 | | 4.406.946(+2.064) | 127.434(+6) |
| 2021-04-27 | 2021-04-27 | | 4.409.631(+2.685) | 127.451(+17) |
| 2021-04-28 | 2021-04-28 | | 4.411.797(+2.166) | 127.480(+29) |
| 2021-04-29 | 2021-04-29 | | 4.414.242(+2.445) | 127.502(+22) |
| 2021-04-30 | 2021-04-30 | | 4.416.623(+2.381) | 127.517(+15) |
| 2021-05-01 | 2021-05-01 | | 4.418.530(+1.907) | 127.524(+7) |
| 2021-05-02 | 2021-05-02 | | 4.420.201(+1.671) | 127.538(+14) |
| 2021-05-03 | 2021-05-03 | | 4.421.850(+1.649) | 127.539(+1) |
| 2021-05-04 | 2021-05-04 | | 4.423.796(+1.946) | 127.543(+4) |
| 2021-05-05 | 2021-05-05 | | 4.425.940(+2.144) | 127.570(+27) |
| 2021-05-06 | 2021-05-06 | | 4.428.553(+2.613) | 127.583(+13) |
| 2021-05-07 | 2021-05-07 | | 4.431.043(+2.490) | 127.598(+15) |
| 2021-05-08 | 2021-05-08 | | 4.433.090(+2.047) | 127.603(+5) |
| 2021-05-09 | 2021-05-09 | | 4.434.860(+1.770) | 127.605(+2) |
| 2021-05-10 | 2021-05-10 | | 4.437.217(+2.357) | 127.609(+4) |
| 2021-05-11 | 2021-05-11 | | 4.439.691(+2.474) | 127.629(+20) |
| 2021-05-12 | 2021-05-12 | | 4.441.975(+2.284) | 127.640(+11) |
| 2021-05-13 | 2021-05-13 | | 4.444.631(+2.656) | 127.651(+11) |
| 2021-05-14 | 2021-05-14 | | 4.446.824(+2.193) | 127.668(+17) |
| 2021-05-15 | 2021-05-15 | | 4.448.851(+2.027) | 127.675(+7) |
| 2021-05-16 | 2021-05-16 | | 4.450.777(+1.926) | 127.679(+4) |
| 2021-05-17 | 2021-05-17 | | 4.452.756(+1.979) | 127.684(+5) |
| 2021-05-18 | 2021-05-18 | | 4.450.392(-2364) | 127.691(+7) |
| 2021-05-19 | 2021-05-19 | | 4.452.527(+2.135) | 127.694(+3) |
| 2021-05-20 | 2021-05-20 | | 4.455.221(+2.694) | 127.701(+7) |
| 2021-05-21 | 2021-05-21 | | 4.457.923(+2.702) | 127.710(+9) |
| 2021-05-22 | 2021-05-22 | | 4.460.446(+2.523) | 127.716(+6) |
| 2021-05-23 | 2021-05-23 | | 4.462.538(+2.092) | 127.721(+5) |
| 2021-05-24 | 2021-05-24 | | 4.464.900(+2.362) | 127.724(+3) |
| 2021-05-25 | 2021-05-25 | | 4.467.310(+2.410) | 127.739(+15) |
| 2021-05-26 | 2021-05-26 | | 4.470.297(+2.987) | 127.748(+9) |
| 2021-05-27 | 2021-05-27 | | 4.473.677(+3.380) | 127.758(+10) |
| 2021-05-28 | 2021-05-28 | | 4.477.705(+4.028) | 127.768(+10) |
| 2021-05-29 | 2021-05-29 | | 4.480.945(+3.240) | 127.775(+7) |
| 2021-05-30 | 2021-05-30 | | 4.484.056(+3.111) | 127.781(+6) |
| 2021-05-31 | 2021-05-31 | | 4.487.339(+3.283) | 127.782(+1) |
| 2021-06-01 | 2021-06-01 | | 4.490.438(+3.099) | 127.782(=) |
| 2021-06-02 | 2021-06-02 | | 4.494.699(+4.261) | 127.794(+12) |
| 2021-06-03 | 2021-06-03 | | 4.499.878(+5.179) | 127.812(+18) |
| 2021-06-04 | 2021-06-04 | | 4.506.018(+6.140) | 127.823(+11) |
| 2021-06-05 | 2021-06-05 | | 4.511.669(+5.651) | 127.836(+13) |
| 2021-06-06 | 2021-06-06 | | 4.516.892(+5.223) | 127.840(+4) |
| 2021-06-07 | 2021-06-07 | | 4.522.476(+5.584) | 127.841(+1) |
| 2021-06-08 | 2021-06-08 | | 4.528.442(+5.966) | 127.854(+13) |
| 2021-06-09 | 2021-06-09 | | 4.535.754(+7.312) | 127.860(+6) |
| 2021-06-10 | 2021-06-10 | | 4.542.986(+7.232) | 127.867(+7) |
| 2021-06-11 | 2021-06-11 | | 4.550.944(+7.958) | 127.884(+17) |
| 2021-06-12 | 2021-06-12 | | 4.558.494(+7.550) | 127.896(+12) |
| 2021-06-13 | 2021-06-13 | | 4.565.813(+7.319) | 127.904(+8) |
| 2021-06-14 | 2021-06-14 | | 4.573.419(+7.606) | 127.907(+3) |
| 2021-06-15 | 2021-06-15 | | 4.581.006(+7.587) | 127.917(+10) |
| 2021-06-16 | 2021-06-16 | | 4.589.814(+8.808) | 127.926(+9) |
| 2021-06-17 | 2021-06-17 | | 4.600.623(+10.809) | 127.945(+19) |
| 2021-06-18 | 2021-06-18 | | 4.610.893(+10.270) | 127.956(+11) |
| 2021-06-19 | 2021-06-19 | | 4.620.968(+10.075) | 127.970(+14) |
| 2021-06-20 | 2021-06-20 | | 4.630.040(+9.072) | 127.976(+6) |
| 2021-06-21 | 2021-06-21 | | 4.640.507(+10.467) | 127.981(+5) |
| 2021-06-22 | 2021-06-22 | | 4.651.988(+11.481) | 128.008(+27) |
| 2021-06-23 | 2021-06-23 | | 4.667.870(+15.882) | 128.027(+19) |
| 2021-06-24 | 2021-06-24 | | 4.684.572(+16.702) | 128.048(+21) |
| 2021-06-25 | 2021-06-25 | | 4.699.868(+15.296) | 128.066(+18) |
| 2021-06-26 | 2021-06-26 | | 4.717.811(+17.943) | 128.089(+23) |
| 2021-06-27 | 2021-06-27 | | 4.732.434(+14.623) | 128.100(+11) |
| 2021-06-28 | 2021-06-28 | | 4.755.078(+22.644) | 128.103(+3) |
| 2021-06-29 | 2021-06-29 | | 4.775.301(+20.223) | 128.126(+23) |
| 2021-06-30 | 2021-06-30 | | 4.800.907(+25.606) | 128.140(+14) |
| 2021-07-01 | 2021-07-01 | | 4.828.463(+27.556) | 128.162(+22) |
| 2021-07-02 | 2021-07-02 | | 4.855.169(+26.706) | 128.189(+27) |
| 2021-07-03 | 2021-07-03 | | 4.879.616(+24.447) | 128.207(+18) |
| 2021-07-04 | 2021-07-04 | | 4.903.434(+23.818) | 128.222(+15) |
| 2021-07-05 | 2021-07-05 | | 4.930.534(+27.100) | 128.231(+9) |
| 2021-07-06 | 2021-07-06 | | 4.958.868(+28.334) | 128.268(+37) |
| 2021-07-07 | 2021-07-07 | | 4.990.916(+32.048) | 128.301(+33) |
| 2021-07-08 | 2021-07-08 | | 5.022.893(+31.977) | 128.336(+35) |
| 2021-07-09 | 2021-07-09 | | 5.058.093(+35.200) | 128.365(+29) |
| 2021-07-10 | 2021-07-10 | | 5.089.893(+31.800) | 128.399(+34) |
| 2021-07-11 | 2021-07-11 | | 5.121.245(+31.352) | 128.425(+26) |
| 2021-07-12 | 2021-07-12 | | 5.155.243(+33.998) | 128.431(+6) |
| 2021-07-13 | 2021-07-13 | | 5.191.459(+36.216) | 128.481(+50) |
| 2021-07-14 | 2021-07-14 | | 5.233.207(+41.748) | 128.530(+49) |
| 2021-07-15 | 2021-07-15 | | 5.281.098(+47.891) | 128.593(+63) |
| 2021-07-16 | 2021-07-16 | | 5.332.371(+51.273) | 128.642(+49) |
| 2021-07-17 | 2021-07-17 | | 5.386.340(+53.969) | 128.683(+41) |
| 2021-07-18 | 2021-07-18 | | 5.433.939(+47.599) | 128.708(+25) |
| 2021-07-19 | 2021-07-19 | | 5.473.477(+39.538) | 128.727(+19) |
| 2021-07-20 | 2021-07-20 | | 5.519.602(+46.125) | 128.823(+96) |
| 2021-07-21 | 2021-07-21 | | 5.563.006(+43.404) | 128.896(+73) |
| 2021-07-22 | 2021-07-22 | | 5.602.321(+39.315) | 128.980(+84) |
| 2021-07-23 | 2021-07-23 | | 5.637.975(+35.654) | 129.044(+64) |
| 2021-07-24 | 2021-07-24 | | 5.669.260(+31.285) | 129.130(+86) |
| 2021-07-25 | 2021-07-25 | | 5.697.912(+28.652) | 129.158(+28) |
| 2021-07-26 | 2021-07-26 | | 5.722.298(+24.386) | 129.172(+14) |
| 2021-07-27 | 2021-07-27 | | 5.745.526(+23.228) | 129.303(+131) |
| 2021-07-28 | 2021-07-28 | | 5.770.928(+25.402) | 129.430(+127) |
| 2021-07-29 | 2021-07-29 | | 5.801.561(+30.633) | 129.515(+85) |
| 2021-07-30 | 2021-07-30 | | 5.830.774(+29.213) | 129.583(+68) |
| 2021-07-31 | 2021-07-31 | | 5.856.528(+25.754) | 129.654(+71) |
| 2021-08-01 | 2021-08-01 | | 5.880.667(+24.139) | 129.719(+65) |
| 2021-08-02 | 2021-08-02 | | 5.902.354(+21.687) | 129.743(+24) |
| 2021-08-03 | 2021-08-03 | | 5.923.820(+21.466) | 129.881(+138) |
| 2021-08-04 | 2021-08-04 | | 5.952.756(+28.936) | 130.000(+119) |
| 2021-08-05 | 2021-08-05 | | 5.982.581(+29.825) | 130.086(+86) |
| 2021-08-06 | 2021-08-06 | | 6.014.023(+31.442) | 130.178(+92) |
| 2021-08-07 | 2021-08-07 | | 6.042.252(+28.229) | 130.281(+103) |
| 2021-08-08 | 2021-08-08 | | 6.069.362(+27.110) | 130.320(+39) |
| 2021-08-09 | 2021-08-09 | | 6.094.243(+24.881) | 130.357(+37) |
| 2021-08-10 | 2021-08-10 | | 6.117.540(+23.297) | 130.503(+146) |
| 2021-08-11 | 2021-08-11 | | 6.146.800(+29.260) | 130.607(+104) |
| 2021-08-12 | 2021-08-12 | | 6.179.506(+32.706) | 130.701(+94) |
| 2021-08-13 | 2021-08-13 | | 6.211.868(+32.362) | 130.801(+100) |
| 2021-08-14 | 2021-08-14 | | 6.241.011(+29.143) | 130.894(+93) |
| 2021-08-15 | 2021-08-15 | | 6.267.437(+26.426) | 130.953(+59) |
| 2021-08-16 | 2021-08-16 | | 6.295.613(+28.176) | 130.979(+26) |
| 2021-08-17 | 2021-08-17 | | 6.322.241(+26.628) | 131.149(+170) |
| 2021-08-18 | 2021-08-18 | | 6.355.887(+33.646) | 131.260(+111) |
| 2021-08-19 | 2021-08-19 | | 6.392.160(+36.273) | 131.373(+113) |
| 2021-08-20 | 2021-08-20 | | 6.429.147(+36.987) | 131.487(+114) |
| 2021-08-21 | 2021-08-21 | | 6.460.930(+31.783) | 131.591(+104) |
| 2021-08-22 | 2021-08-22 | | 6.492.906(+31.976) | 131.640(+49) |
| 2021-08-23 | 2021-08-23 | | 6.524.581(+31.675) | 131.680(+40) |
| 2021-08-24 | 2021-08-24 | | 6.555.200(+30.619) | 131.854(+174) |
| 2021-08-25 | 2021-08-25 | | 6.590.747(+35.547) | 132.003(+149) |
| 2021-08-26 | 2021-08-26 | | 6.628.709(+37.962) | 132.143(+140) |
| 2021-08-27 | 2021-08-27 | | 6.666.399(+37.690) | 132.243(+100) |
| 2021-08-28 | 2021-08-28 | | 6.698.486(+32.087) | 132.376(+133) |
| 2021-08-29 | 2021-08-29 | | 6.731.423(+32.937) | 132.437(+61) |
| 2021-08-30 | 2021-08-30 | | 6.757.650(+26.227) | 132.485(+48) |
| 2021-08-31 | 2021-08-31 | | 6.789.581(+31.931) | 132.535(+50) |
| 2021-09-01 | 2021-09-01 | | 6.825.074(+35.493) | 132.742(+207) |
| 2021-09-02 | 2021-09-02 | | 6.862.904(+37.830) | 132.920(+178) |
| 2021-09-03 | 2021-09-03 | | 6.904.969(+42.065) | 133.041(+121) |
| 2021-09-04 | 2021-09-04 | | 6.941.611(+36.642) | 133.161(+120) |
| 2021-09-05 | 2021-09-05 | | 6.978.126(+36.515) | 133.229(+68) |
| 2021-09-06 | 2021-09-06 | | 7.018.927(+40.801) | 133.274(+45) |
| 2021-09-07 | 2021-09-07 | | 7.056.106(+37.179) | 133.483(+209) |
| 2021-09-08 | 2021-09-08 | | 7.094.592(+38.486) | 133.674(+191) |
| 2021-09-09 | 2021-09-09 | | 7.132.072(+37.480) | 133.841(+167) |
| 2021-09-10 | 2021-09-10 | | 7.168.806(+36.734) | 133.988(+147) |
| 2021-09-11 | 2021-09-11 | | 7.197.662(+28.856) | 134.144(+156) |
| 2021-09-12 | 2021-09-12 | | 7.226.276(+28.614) | 134.200(+56) |
| 2021-09-13 | 2021-09-13 | | 7.256.559(+30.283) | 134.261(+61) |
| 2021-09-14 | 2021-09-14 | | 7.282.810(+26.251) | 134.446(+185) |
| 2021-09-15 | 2021-09-15 | | 7.312.683(+29.873) | 134.647(+201) |
| 2021-09-16 | 2021-09-16 | | 7.339.009(+26.326) | 134.805(+158) |
| 2021-09-17 | 2021-09-17 | | 7.371.301(+32.292) | 134.983(+178) |
| 2021-09-18 | 2021-09-18 | | 7.400.739(+29.438) | 135.147(+164) |
| 2021-09-19 | 2021-09-19 | | 7.429.746(+29.007) | 135.203(+56) |
| 2021-09-20 | 2021-09-20 | | 7.465.448(+35.702) | 135.252(+49) |
| 2021-09-21 | 2021-09-21 | | 7.496.543(+31.095) | 135.455(+203) |
| 2021-09-22 | 2021-09-22 | | 7.530.103(+33.560) | 135.621(+166) |
| 2021-09-23 | 2021-09-23 | | 7.565.867(+35.764) | 135.803(+182) |
| 2021-09-24 | 2021-09-24 | | 7.601.487(+35.620) | 135.983(+180) |
| 2021-09-25 | 2021-09-25 | | 7.631.233(+29.746) | 136.105(+122) |
| 2021-09-26 | 2021-09-26 | | 7.664.230(+32.997) | 136.168(+63) |
| 2021-09-27 | 2021-09-27 | | 7.701.715(+37.485) | 136.208(+40) |
| 2021-09-28 | 2021-09-28 | | 7.736.235(+34.520) | 136.375(+167) |
| 2021-09-29 | 2021-09-29 | | 7.771.294(+35.059) | 136.525(+150) |
| 2021-09-30 | 2021-09-30 | | 7.807.036(+35.742) | 136.662(+137) |
| 2021-10-01 | 2021-10-01 | | 7.841.625(+34.589) | 136.789(+127) |
| 2021-10-02 | 2021-10-02 | | 7.871.014(+29.389) | 136.910(+121) |
| 2021-10-03 | 2021-10-03 | | 7.900.680(+29.666) | 136.953(+43) |
| 2021-10-04 | 2021-10-04 | | 7.934.936(+34.256) | 136.986(+33) |
| 2021-10-05 | 2021-10-05 | | 7.967.985(+33.049) | 137.152(+166) |
| 2021-10-06 | 2021-10-06 | | 8.006.660(+38.675) | 137.295(+143) |
| 2021-10-07 | 2021-10-07 | | 8.046.390(+39.730) | 137.417(+122) |
| 2021-10-08 | 2021-10-08 | | 8.081.300(+34.910) | 137.541(+124) |
| 2021-10-09 | 2021-10-09 | | 8.120.713(+39.413) | 137.697(+156) |
| 2021-10-10 | 2021-10-10 | | 8.154.306(+33.593) | 137.735(+38) |
| 2021-10-11 | 2021-10-11 | | 8.193.769(+39.463) | 137.763(+28) |
| 2021-10-12 | 2021-10-12 | | 8.231.437(+37.668) | 137.944(+181) |
| 2021-10-13 | 2021-10-13 | | 8.272.883(+41.446) | 138.080(+136) |
| 2021-10-14 | 2021-10-14 | | 8.317.439(+44.556) | 138.237(+157) |
| 2021-10-15 | 2021-10-15 | | 8.361.651(+44.212) | 138.379(+142) |
| 2021-10-16 | 2021-10-16 | | 8.404.469(+42.818) | 138.527(+148) |
| 2021-10-17 | 2021-10-17 | | 8.449.165(+44.696) | 138.584(+57) |
| 2021-10-18 | 2021-10-18 | | 8.497.868(+48.703) | 138.629(+45) |
| 2021-10-19 | 2021-10-19 | | 8.541.192(+43.324) | 138.852(+223) |
| 2021-10-20 | 2021-10-20 | | 8.589.737(+48.545) | 139.031(+179) |
| 2021-10-21 | 2021-10-21 | | 8.641.221(+51.484) | 139.146(+115) |
| 2021-10-22 | 2021-10-22 | | 8.689.949(+48.728) | 139.326(+180) |
| 2021-10-23 | 2021-10-23 | | 8.734.934(+44.985) | 139.461(+135) |
| 2021-10-24 | 2021-10-24 | | 8.773.674(+38.740) | 139.533(+72) |
| 2021-10-25 | 2021-10-25 | | 8.809.774(+36.100) | 139.571(+38) |
| 2021-10-26 | 2021-10-26 | | 8.853.227(+43.453) | 139.834(+263) |
| 2021-10-27 | 2021-10-27 | | 8.897.149(+43.922) | 140.041(+207) |
| 2021-10-28 | 2021-10-28 | | 8.936.155(+39.006) | 140.206(+165) |
| 2021-10-29 | 2021-10-29 | | 8.979.236(+43.081) | 140.392(+186) |
| 2021-10-30 | 2021-10-30 | | 9.019.962(+40.726) | 140.558(+166) |
| 2021-10-31 | 2021-10-31 | | 9.057.629(+37.667) | 140.632(+74) |
| 2021-11-01 | 2021-11-01 | | 9.097.706(+40.077) | 140.672(+40) |
| 2021-11-02 | 2021-11-02 | | 9.130.857(+33.151) | 140.964(+292) |
| 2021-11-03 | 2021-11-03 | | 9.171.660(+40.803) | 141.181(+217) |
| 2021-11-04 | 2021-11-04 | | 9.208.219(+36.559) | 141.395(+214) |
| 2021-11-05 | 2021-11-05 | | 9.241.916(+33.697) | 141.588(+193) |
| 2021-11-06 | 2021-11-06 | | 9.272.066(+30.150) | 141.743(+155) |
| 2021-11-07 | 2021-11-07 | | 9.301.909(+29.843) | 141.805(+62) |
| 2021-11-08 | 2021-11-08 | | 9.333.891(+31.982) | 141.862(+57) |
| 2021-11-09 | 2021-11-09 | | 9.366.676(+32.785) | 142.124(+262) |
| 2021-11-10 | 2021-11-10 | | 9.406.001(+39.325) | 142.338(+214) |
| 2021-11-11 | 2021-11-11 | | 9.448.402(+42.401) | 142.533(+195) |
| 2021-11-12 | 2021-11-12 | | 9.487.302(+38.900) | 142.678(+145) |
| 2021-11-13 | 2021-11-13 | | 9.524.971(+37.669) | 142.835(+157) |
| 2021-11-14 | 2021-11-14 | | 9.561.099(+36.128) | 142.898(+63) |
| 2021-11-15 | 2021-11-15 | | 9.600.369(+39.270) | 142.945(+47) |
| 2021-11-16 | 2021-11-16 | | 9.637.190(+36.821) | 143.159(+214) |
| 2021-11-17 | 2021-11-17 | | 9.675.058(+37.868) | 143.360(+201) |
| 2021-11-18 | 2021-11-18 | | 9.721.916(+46.858) | 143.559(+199) |
| 2021-11-19 | 2021-11-19 | | 9.766.153(+44.237) | 143.716(+157) |
| 2021-11-20 | 2021-11-20 | | 9.806.034(+39.881) | 143.866(+150) |
| 2021-11-21 | 2021-11-21 | | 9.845.492(+39.458) | 143.927(+61) |
| 2021-11-22 | 2021-11-22 | | 9.889.926(+44.434) | 143.972(+45) |
| 2021-11-23 | 2021-11-23 | | 9.932.408(+42.482) | 144.137(+165) |
| 2021-11-24 | 2021-11-24 | | 9.974.843(+42.435) | 144.286(+149) |
| 2021-11-25 | 2021-11-25 | | 10.021.497(+46.654) | 144.433(+147) |
| 2021-11-26 | 2021-11-26 | | 10.070.841(+49.344) | 144.593(+160) |
| 2021-11-27 | 2021-11-27 | | 10.110.408(+39.567) | 144.724(+131) |
| 2021-11-28 | 2021-11-28 | | 10.146.915(+36.507) | 144.775(+51) |
| 2021-11-29 | 2021-11-29 | | 10.189.059(+42.144) | 144.810(+35) |
| 2021-11-30 | 2021-11-30 | | 10.228.772(+39.713) | 144.969(+159) |
| 2021-12-01 | 2021-12-01 | | 10.276.007(+47.235) | 145.140(+171) |
| 2021-12-02 | 2021-12-02 | | 10.329.074(+53.067) | 145.281(+141) |
| 2021-12-03 | 2021-12-03 | | 10.379.647(+50.573) | 145.424(+143) |
| 2021-12-04 | 2021-12-04 | | 10.421.104(+41.457) | 145.551(+127) |
| 2021-12-05 | 2021-12-05 | | 10.464.389(+43.285) | 145.605(+54) |
| 2021-12-06 | 2021-12-06 | | 10.515.239(+50.850) | 145.646(+41) |
| 2021-12-07 | 2021-12-07 | | 10.560.341(+45.102) | 145.826(+180) |
| 2021-12-08 | 2021-12-08 | | 10.610.958(+50.617) | 145.987(+161) |
| 2021-12-09 | 2021-12-09 | | 10.660.981(+50.023) | 146.135(+148) |
| 2021-12-10 | 2021-12-10 | | 10.719.165(+58.184) | 146.255(+120) |
| 2021-12-11 | 2021-12-11 | | 10.771.444(+52.279) | 146.387(+132) |
| 2021-12-12 | 2021-12-12 | | 10.819.515(+48.071) | 146.439(+52) |
| 2021-12-13 | 2021-12-13 | | 10.873.468(+53.953) | 146.477(+38) |
| 2021-12-14 | 2021-12-14 | | 10.932.545(+59.077) | 146.627(+150) |
| 2021-12-15 | 2021-12-15 | | 11.010.286(+77.741) | 146.791(+164) |
| 2021-12-16 | 2021-12-16 | | 11.097.851(+87.565) | 146.937(+146) |
| 2021-12-17 | 2021-12-17 | | 11.190.354(+92.503) | 147.048(+111) |
| 2021-12-18 | 2021-12-18 | | 11.279.428(+89.074) | 147.173(+125) |
| 2021-12-19 | 2021-12-19 | | 11.361.387(+81.959) | 147.218(+45) |
| 2021-12-20 | 2021-12-20 | | 11.453.121(+91.734) | 147.261(+43) |
| 2021-12-21 | 2021-12-21 | | 11.453.121(=) | 147.433(+172) |
| 2021-12-22 | 2021-12-22 | | 11.647.473(+194.352) | 147.573(+140) |
| 2021-12-23 | 2021-12-23 | | 11.769.921(+122.448) | 147.720(+147) |
| 2021-12-24 | 2021-12-24 | | 11.891.292(+121.371) | 147.857(+137) |
| ⋮ | | | | |
| 2021-12-27 | 2021-12-27 | | 12.209.991(n.a.) | 148.003(n.a.) |
| 2021-12-28 | 2021-12-28 | | 12.338.676(+128.685) | 148.021(+18) |
| 2021-12-29 | 2021-12-29 | | 12.559.926(+221.250) | 148.089(+68) |
| 2021-12-30 | 2021-12-30 | | 12.748.050(+188.124) | 148.421(+332) |
| 2021-12-31 | 2021-12-31 | | 12.937.886(+189.836) | 148.624(+203) |
| 2022-01-01 | 2022-01-01 | | 13.100.458(+162.572) | 148.778(+154) |
| 2022-01-02 | 2022-01-02 | | 13.235.401(+134.943) | 148.851(+73) |
| 2022-01-03 | 2022-01-03 | | 13.422.815(+187.414) | 148.893(+42) |
| 2022-01-04 | 2022-01-04 | | 13.641.520(+218.705) | 148.941(+48) |
| 2022-01-05 | 2022-01-05 | | 13.835.334(+193.814) | 149.284(+343) |
| 2022-01-06 | 2022-01-06 | | 14.015.065(+179.731) | 149.515(+231) |
| 2022-01-07 | 2022-01-07 | | 14.193.228(+178.163) | 149.744(+229) |
| 2022-01-08 | 2022-01-08 | | 14.333.794(+140.566) | 150.057(+313) |
| 2022-01-09 | 2022-01-09 | | 14.475.192(+141.398) | 150.154(+97) |
| 2022-01-10 | 2022-01-10 | | 14.617.314(+142.122) | 150.154(=) |
| 2022-01-11 | 2022-01-11 | | 14.732.594(+115.280) | 150.609(+455) |
| 2022-01-12 | 2022-01-12 | | 14.862.138(+129.544) | 151.007(+398) |
| 2022-01-13 | 2022-01-13 | | 14.967.817(+105.679) | 151.342(+335) |
| 2022-01-14 | 2022-01-14 | | 15.066.395(+98.578) | 151.612(+270) |
| 2022-01-15 | 2022-01-15 | | 15.147.120(+80.725) | 151.899(+287) |
| 2022-01-16 | 2022-01-16 | | 15.217.280(+70.160) | 151.987(+88) |
| 2022-01-16 | 2022-01-16 | | 15.217.280(=) | 151.987(=) |
| 2022-01-17 | 2022-01-17 | | 15.305.410(+88.130) | 152.075(+88) |
| 2022-01-18 | 2022-01-18 | | 15.399.300(+93.890) | 152.513(+438) |
| 2022-01-19 | 2022-01-19 | | 15.506.750(+107.450) | 152.872(+359) |
| 2022-01-20 | 2022-01-20 | | 15.613.283(+106.533) | 153.202(+330) |
| 2022-01-21 | 2022-01-21 | | 15.709.059(+95.776) | 153.490(+288) |
| 2022-01-22 | 2022-01-22 | | 15.784.488(+75.429) | 153.787(+297) |
| 2022-01-23 | 2022-01-23 | | 15.859.288(+74.800) | 153.862(+75) |
| 2022-01-24 | 2022-01-24 | | 15.953.685(+94.397) | 153.916(+54) |
| 2022-01-25 | 2022-01-25 | | 16.047.716(+94.031) | 154.356(+440) |
| 2022-01-26 | 2022-01-26 | | 16.149.319(+101.603) | 154.702(+346) |
| 2022-01-27 | 2022-01-27 | | 16.245.474(+96.155) | 155.040(+338) |
| 2022-01-28 | 2022-01-28 | | 16.333.980(+88.506) | 155.317(+277) |
| 2022-01-29 | 2022-01-29 | | 16.406.123(+72.143) | 155.613(+296) |
| 2022-01-30 | 2022-01-30 | | 16.468.522(+62.399) | 155.698(+85) |
| 2022-01-31 | 2022-01-31 | | 17.315.893(+847.371) | 155.754(+56) |
| 2022-02-01 | 2022-02-01 | | 17.428.345(+112.452) | 156.875(+1.121) |
| 2022-02-02 | 2022-02-02 | | 17.515.199(+86.854) | 157.409(+534) |
| 2022-02-03 | 2022-02-03 | | 17.607.832(+92.633) | 157.730(+321) |
| 2022-02-04 | 2022-02-04 | | 17.689.885(+82.053) | 157.984(+254) |
| 2022-02-05 | 2022-02-05 | | 17.749.999(+60.114) | 158.243(+259) |
| 2022-02-06 | 2022-02-06 | | 17.803.325(+53.326) | 158.318(+75) |
| 2022-02-07 | 2022-02-07 | | 17.866.632(+63.307) | 158.363(+45) |
| 2022-02-08 | 2022-02-08 | | 17.932.803(+66.171) | 158.677(+314) |
| 2022-02-09 | 2022-02-09 | | 18.000.119(+67.316) | 158.953(+276) |
| 2022-02-10 | 2022-02-10 | | 18.162.199(+162.080) | 159.158(+205) |
| 2022-02-11 | 2022-02-11 | | 18.220.515(+58.316) | 159.351(+193) |
| 2022-02-12 | 2022-02-12 | | 18.266.015(+45.500) | 159.518(+167) |
| 2022-02-13 | 2022-02-13 | | 18.306.859(+40.844) | 159.570(+52) |
| 2022-02-14 | 2022-02-14 | | 18.348.029(+41.170) | 159.605(+35) |
| 2022-02-15 | 2022-02-15 | | 18.393.951(+45.922) | 159.839(+234) |
| 2022-02-16 | 2022-02-16 | | 18.447.706(+53.755) | 160.038(+199) |
| 2022-02-17 | 2022-02-17 | | 18.499.058(+51.352) | 160.221(+183) |
| 2022-02-18 | 2022-02-18 | | 18.546.205(+47.147) | 160.379(+158) |
| 2022-02-19 | 2022-02-19 | | 18.580.216(+34.011) | 160.507(+128) |
| 2022-02-20 | 2022-02-20 | | 18.605.752(+25.536) | 160.581(+74) |
| 2022-02-21 | 2022-02-21 | | 18.654.572(+48.820) | 160.610(+29) |
| 2022-02-22 | 2022-02-22 | | 18.695.448(+40.876) | 160.815(+205) |
| 2022-02-23 | 2022-02-23 | | 18.734.683(+39.235) | 160.979(+164) |
| 2022-02-24 | 2022-02-24 | | 18.773.164(+38.481) | 161.104(+125) |
| 2022-02-25 | 2022-02-25 | | 18.804.765(+31.601) | 161.224(+120) |
| ⋮ | | | | |
| 2022-02-28 | 2022-02-28 | | 18.886.701(n.a.) | 161.361(n.a.) |
| 2022-03-01 | 2022-03-01 | | 18.985.568(+98.867) | 161.630(+269) |
| 2022-03-02 | 2022-03-02 | | 19.029.321(+43.753) | 161.704(+74) |
| 2022-03-03 | 2022-03-03 | | 19.074.696(+45.375) | 161.898(+194) |
| 2022-03-04 | 2022-03-04 | | 19.119.181(+44.485) | 162.008(+110) |
| ⋮ | | | | |
| 2022-03-07 | 2022-03-07 | | 19.245.301(n.a.) | 162.147(n.a.) |
| 2022-03-08 | 2022-03-08 | | 19.307.014(+61.713) | 162.359(+212) |
| 2022-03-09 | 2022-03-09 | | 19.373.884(+66.870) | 162.482(+123) |
| 2022-03-10 | 2022-03-10 | | 19.457.976(+84.092) | 162.624(+142) |
| 2022-03-11 | 2022-03-11 | | 19.530.485(+72.509) | 162.738(+114) |
| ⋮ | | | | |
| 2022-03-14 | 2022-03-14 | | 19.700.952(n.a.) | 162.873(n.a.) |
| 2022-03-15 | 2022-03-15 | | 19.820.181(+119.229) | 163.095(+222) |
| 2022-03-16 | 2022-03-16 | | 19.911.155(+90.974) | 163.248(+153) |
| 2022-03-17 | 2022-03-17 | | 20.001.627(+90.472) | 163.386(+138) |
| 2022-03-18 | 2022-03-18 | | 20.093.762(+92.135) | 163.511(+125) |
| ⋮ | | | | |
| 2022-03-21 | 2022-03-21 | | 20.319.434(n.a.) | 163.679(n.a.) |
| 2022-03-22 | 2022-03-22 | | 20.413.731(+94.297) | 163.929(+250) |
| 2022-03-23 | 2022-03-23 | | 20.515.998(+102.267) | 164.123(+194) |
| 2022-03-24 | 2022-03-24 | | 20.613.817(+97.819) | 164.282(+159) |
| 2022-03-25 | 2022-03-25 | | 20.691.123(+77.306) | 164.454(+172) |
| ⋮ | | | | |
| 2022-03-28 | 2022-03-28 | | 20.905.515(n.a.) | 164.671(n.a.) |
| 2022-03-29 | 2022-03-29 | | 20.986.171(+80.656) | 164.974(+303) |
| 2022-03-30 | 2022-03-30 | | 21.073.009(+86.838) | 165.187(+213) |
| 2022-03-31 | 2022-03-31 | | 21.147.425(+74.416) | 165.379(+192) |
| 2022-04-01 | 2022-04-01 | | 21.216.874(+69.449) | 165.570(+191) |
| 2022-04-02 | 2022-04-02 | | 21.286.563(+69.689) | 165.761(+191) |
| 2022-04-03 | | | | |
| 2022-04-04 | 2022-04-04 | | 21.359.681(n.a.) | 165.780(n.a.) |
| 2022-04-05 | 2022-04-05 | | 21.410.305(+50.624) | 166.148(+368) |
| 2022-04-06 | 2022-04-06 | | 21.461.556(+51.251) | 169.095(+2.947) |
| 2022-04-07 | 2022-04-07 | | 21.508.546(+46.990) | 169.412(+317) |
| 2022-04-08 | 2022-04-08 | | 21.549.830(+41.284) | 169.759(+347) |
| ⋮ | | | | |
| 2022-04-11 | 2022-04-11 | | 21.641.004(n.a.) | 170.107(n.a.) |
| 2022-04-12 | 2022-04-12 | | 21.679.280(+38.276) | 170.395(+288) |
| 2022-04-13 | 2022-04-13 | | 21.715.116(+35.836) | 171.046(+651) |
| 2022-04-14 | 2022-04-14 | | 21.747.638(+32.522) | 171.396(+350) |
| 2022-04-15 | 2022-04-15 | | 21.780.384(+32.746) | 171.746(+350) |
| 2022-04-16 | 2022-04-16 | | 21.813.130(+32.746) | 172.396(+650) |
| 2022-04-17 | 2022-04-17 | | 21.835.876(+22.746) | 172.706(+310) |
| 2022-04-18 | | | | |
| 2022-04-19 | 2022-04-19 | | 21.863.944(n.a.) | 171.878(n.a.) |
| 2022-04-20 | 2022-04-20 | | 21.890.037(+26.093) | 172.386(+508) |
| 2022-04-21 | 2022-04-21 | | 21.909.509(+19.472) | 173.032(+646) |
| 2022-04-22 | 2022-04-22 | | 21.933.206(+23.697) | 173.352(+320) |
| ⋮ | | | | |
| 2022-04-25 | 2022-04-25 | | 21.978.198(n.a.) | 173.693(n.a.) |
| 2022-04-26 | 2022-04-26 | | 21.994.809(+16.611) | 174.144(+451) |
| 2022-04-27 | 2022-04-27 | | 22.011.920(+17.111) | 174.448(+304) |
| 2022-04-28 | 2022-04-28 | | 22.025.925(+14.005) | 174.696(+248) |
| 2022-04-29 | 2022-04-29 | | 22.038.340(+12.415) | 174.912(+216) |
| ⋮ | | | | |
| 2022-05-03 | 2022-05-03 | | 22.073.858(n.a.) | 175.319(n.a.) |
| 2022-05-04 | 2022-05-04 | | 22.090.523(+16.665) | 175.546(+227) |
| 2022-05-05 | 2022-05-05 | | 22.102.983(+12.460) | 175.984(+438) |
| 2022-05-06 | 2022-05-06 | | 22.114.034(+11.051) | 176.212(+228) |
| ⋮ | | | | |
| 2022-05-09 | 2022-05-09 | | 22.140.287(n.a.) | 176.424(n.a.) |
| 2022-05-10 | 2022-05-10 | | 22.144.628(+4.341) | 176.424(=) |
| 2022-05-11 | 2022-05-11 | | 22.145.157(+529) | 176.424(=) |
| 2022-05-12 | 2022-05-12 | | 22.159.615(+14.458) | 176.708(+284) |
| 2022-05-13 | 2022-05-13 | | 22.159.805(+190) | 176.708(=) |
| ⋮ | | | | |
| 2022-05-16 | 2022-05-16 | | 22.203.799(n.a.) | 177.410(n.a.) |
| ⋮ | | | | |
| 2022-05-19 | 2022-05-19 | | 22.232.377(n.a.) | 177.890(n.a.) |
| 2022-05-20 | 2022-05-20 | | 22.232.377(=) | 177.890(=) |
| ⋮ | | | | |
| 2022-06-01 | 2022-06-01 | | 22.238.713(n.a.) | 177.977(n.a.) |
| Nguồn: - Các số liệu được tổng hợp từ dữ liệu đã được xác thực được cung cấp bởi NHS England và NHS Improvement, Health Protection Scotland, Public Health Wales và Cơ quan Y tế Công cộng (Bắc Ireland), được báo cáo hàng ngày bởi Cơ quan Y tế Công cộng Anh. Số liệu không bao gồm các trường hợp từ Lãnh thổ hải ngoại thuộc Anh và Lãnh thổ phụ thuộc của Hoàng gia Anh. - Tổng quan Anh (tử vong / ca nhiễm / Dữ liệu thay thế) Ghi chú: 1. 2. 3. 4. 5. 6. 7. 8. 9. 10. 11. 12. 13. 14. 15. 16. 17. 18. 19. 20. 21. 22. 23. 24. 25. | | | | |

### Tháng 1/2020
Vào ngày 22 tháng 1, sau một trường hợp được xác nhận COVID-19 tại Hoa Kỳ vào ngày hôm trước, trong một người đàn ông trở về Washington từ Vũ Hán, Trung Quốc, nơi có 440 trường hợp được xác nhận tại thời điểm đó, DHSC và PHE đã tăng mức độ rủi ro rất thấp. Do đó, sân bay Heathrow nhận được hỗ trợ lâm sàng bổ sung và giám sát chặt chẽ ba chuyến bay trực tiếp mà hãng nhận được từ Vũ Hán mỗi tuần; từng được đáp ứng bởi một đội ngũ sức khỏe cảng. Ngoài ra, tất cả các sân bay ở Anh đều cung cấp hướng dẫn bằng văn bản (bằng tiếng Anh, tiếng Quan Thoại và tiếng Quảng Đông) cho khách du lịch không khỏe. Đồng thời, các nỗ lực truy tìm 2.000 người đã bay vào Vương quốc Anh từ Vũ Hán trong 14 ngày trước đó đã được thực hiện.
Vào ngày 31 tháng 1, hai thành viên của cùng một gia đình có quốc tịch Trung Quốc ở trong một khách sạn ở York, một trong số họ học tại Đại học York, đã trở thành những trường hợp được xác nhận đầu tiên về COVID-19 ở Anh và được chuyển đến các cơ sở chuyên khoa ở Newcastle Trên Tyne, nơi căn bệnh đã được xác nhận. Cùng ngày, một chuyến bay sơ tán từ Vũ Hán đã hạ cánh xuống RAF Brize Norton và các hành khách, không ai trong số họ có triệu chứng, được đưa đến kiểm dịch, trong một khu dân cư của nhân viên tại Bệnh viện Arrowe Park trên Wirral. Trước đây đã có tranh cãi về việc chính phủ có nên hỗ trợ hồi hương người mang hộ chiếu Anh từ các khu vực bị ảnh hưởng lớn nhất ở Trung Quốc hay hạn chế đi lại từ các khu vực bị ảnh hưởng hay không. Một số công dân Anh tại Vũ Hán đã được thông báo rằng họ có thể được sơ tán nhưng bất kỳ người phối ngẫu hoặc con cái nào có hộ chiếu Trung Quốc đại lục thì không thể. Điều này sau đó đã bị lật ngược, nhưng sự chậm trễ có nghĩa là một số người đã bỏ lỡ chuyến bay.

### Tháng 2/2020
Vào ngày 6 tháng 2, một trường hợp được xác nhận thứ ba, một người đàn ông gần đây đã đi du lịch đến Singapore trước khi đến thăm một khu nghỉ mát trượt tuyết ở Haute-Savoie, Pháp, đã được báo cáo ở Brighton. Anh ta là nguồn lây nhiễm cho sáu người thân của anh ta trong thời gian ở Pháp, trước khi trở về Vương quốc Anh vào ngày 28 tháng 1. Sau khi xác nhận kết quả của mình, các CMO của Vương quốc Anh đã mở rộng số quốc gia có lịch sử du lịch trước đó liên quan đến các triệu chứng giống như cúm - như sốt, ho và khó thở - trong 14 ngày trước đó sẽ yêu cầu tự cách ly và gọi NHS 111. Những quốc gia này bao gồm Trung Quốc, Hồng Kông, Nhật Bản, Ma Cao, Malaysia, Hàn Quốc, Singapore, Đài Loan, Thái Lan.
Vào ngày 10 tháng 2, tổng số trường hợp ở Anh đạt đến tám vì bốn trường hợp nữa được xác nhận ở những người có liên quan đến người đàn ông bị ảnh hưởng từ Brighton. Trên toàn cầu, virus đã lan sang 28 quốc gia. Vào sáng ngày 10 tháng 2, Bộ trưởng Bộ Y tế và Chăm sóc Xã hội, Matt Hancock, đã công bố Quy định Bảo vệ Sức khỏe (Coronavirus) năm 2020, để cung cấp cho các chuyên gia y tế công cộng sức mạnh của Pháp để giữ cho những người bị ảnh hưởng và những người được cho là có thể nguy cơ có virus, trong sự cô lập.  Ngày hôm đó, Bệnh viện Arrowe Park, Mer Jerseyide, và trung tâm hội nghị và khách sạn Kents Hill Park, Milton Keynes trở thành đơn vị cách ly được chỉ định.  Ngày hôm sau, hai trong số tám trường hợp được xác nhận ở Anh được BBC News báo cáo là bác sĩ đa khoa.  Một trường hợp thứ chín đã được xác nhận tại London vào ngày 11 tháng 2.
Vào ngày 23 tháng 2, DHSC đã xác nhận tổng cộng 13 trường hợp ở Anh là bốn trường hợp mới trong hành khách trên tàu du lịch Diamond Princess đã được phát hiện. Hai người được chuyển đến Bệnh viện Hoàng gia Hallamshire ở Sheffield, một đến Bệnh viện Đại học Hoàng gia Liverpool và một đến Bệnh viện Hoàng gia Victoria ở Newcastle trên sông Tyne.
Vào ngày 27 tháng 2, tổng số ca được xác nhận ở Anh được báo cáo là 16, bao gồm cả trường hợp đầu tiên ở Bắc Ireland - một phụ nữ đã đi từ vùng bùng phát ở miền bắc Italy, cũng đã dừng lại ở Dublin.
Vào ngày 28 tháng 2, ca đầu tiên ở Wales được xác nhận ở một người đã trở về từ Bắc Ý, và sau đó được chuyển đến một trung tâm nhiễm trùng NHS chuyên khoa tại Bệnh viện Hoàng gia Miễn phí ở London. Cùng ngày, hai trường hợp tiếp theo được xác nhận ở Anh, một trong số đó là một người đàn ông đã được đưa đến Guy's và St Thomas 'và trở thành trường hợp thứ 20 của COVID-19 ở Anh và là trường hợp đầu tiên không mắc bệnh từ nước ngoài. Ông là một cư dân ở Surrey và đã đăng ký tại Trung tâm Y tế Haslemere, trước đây đã bị đóng cửa vì "làm sạch sâu".
Vào ngày 29 tháng 2, ba trường hợp tiếp theo của virus đã được xác nhận nâng tổng số trường hợp được xác nhận lên 23, sau khi thử nghiệm 10,483 người. Ba trường hợp là từ Gloucestershire, Hertfordshire và Berkshire. Hai trong số ba người bị ảnh hưởng gần đây đã trở về từ Ý trong khi người thứ ba trở về từ châu Á. Cùng ngày, CMO của Scotland, Catherine Calderwood tuyên bố rằng việc giám sát sẽ bắt đầu tại một số bệnh viện và 41 ca phẫu thuật GP ở Scotland.
Đã có 438.675 cuộc gọi đến đường dây 111 không khẩn cấp trong tuần cuối tháng Hai.

### Tháng 3/2020

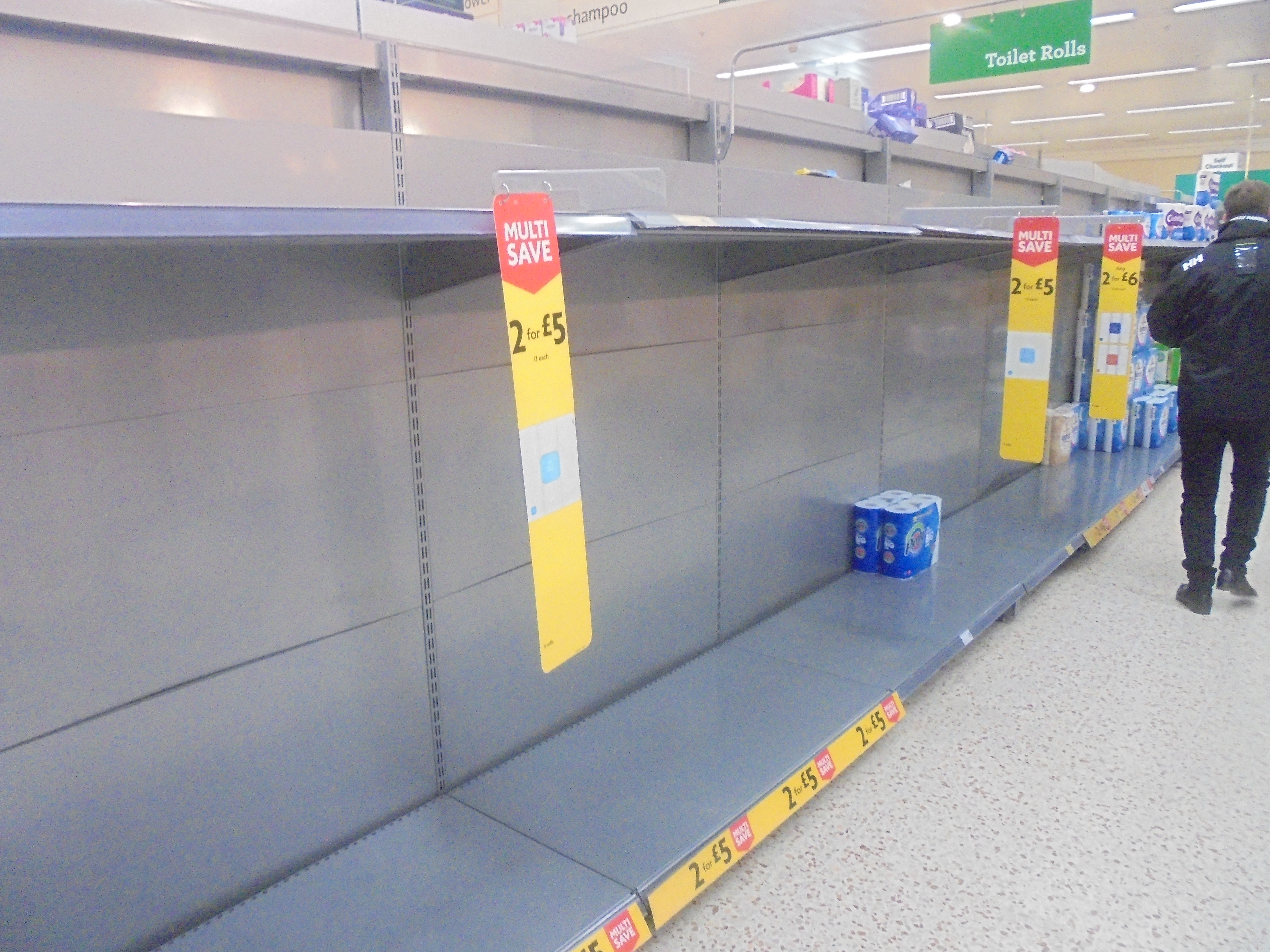
Cuộn giấy vệ sinh được bán hết ở nhiều siêu thị như tại nhà hàng Morrisons ở Wetherby, West Yorkshire

Vào ngày 1 tháng 3, thêm 13 trường hợp đã được báo cáo, thêm Greater Manchester và Scotland vào danh sách các khu vực bị ảnh hưởng và nâng tổng số lên 36, ba trong số đó được cho là liên hệ của vụ án ở Surrey không có lịch sử du lịch nước ngoài.
Vào ngày 2 tháng 3, bốn người nữa ở Anh đã thử nghiệm dương tính. Cả bốn người gần đây đã đi từ Ý; họ đến từ Hertfordshire, Devon và Kent. Tổng số trường hợp ở Anh được báo cáo là đã lên tới 40, mặc dù điều này đã được sửa đổi thành 39 sau khi thử nghiệm bổ sung. Ngày hôm sau, khi tổng số trường hợp được xác nhận ở Anh đứng ở mức 51, Chính phủ Anh đã công bố Kế hoạch hành động của họ về coronavirus, trong đó nêu rõ những gì Vương quốc Anh đã làm và kế hoạch sẽ làm gì tiếp theo.
Vào ngày 4 tháng 3, tổng số trường hợp được xác nhận đã tăng lên 85. Báo chí địa phương thông báo rằng một người bị ảnh hưởng đang được điều trị tại Bệnh viện Đại học Royal Stoke. Cùng ngày, một trường hợp đã được xác nhận tại Gibraltar ở một người đã đi từ Bắc Ý. Vào ngày 5 tháng 3, ba trường hợp nữa đã được CMO công bố cho Scotland Catherine Calderwood, nằm ở các khu vực của Thung lũng Forth, Grampian và Greater Glasgow và Clyde. Ngày hôm đó, tổng số trường hợp được xác nhận ở Anh được các quan chức báo cáo là 115,  và một phụ nữ ở độ tuổi 70 với tình trạng y tế hiện có, được báo cáo là trường hợp tử vong đầu tiên ở Anh. Thêm 48 đã được xác nhận vào ngày 6 tháng 3, với tổng số hơn 200 vào ngày hôm sau, và thêm 64 trường hợp mới vào ngày 8 tháng 3, mức tăng lớn nhất trong các trường hợp cho đến ngày hôm đó.
Vào ngày 9 tháng 3, ba trường hợp được phát hiện ở Dorset.
Vào ngày 10 tháng 3, Evangelos Marinakis, chủ sở hữu của câu lạc bộ bóng đá Nottingham Forest và Olympiacos, đã thông báo trên trang Instagram của mình rằng anh ta đã bị nhiễm virus. Nó đã được công bố cùng ngày rằng bộ trưởng sức khỏe tâm thần Nadine Dears MP đã thử nghiệm dương tính với virus và tự cô lập. 9 trường hợp nữa cũng được phát hiện ở Wales nâng tổng số lên 15.
Vào ngày 11 tháng 3, 83 trường hợp khác đã được phát hiện ở Anh, nâng tổng số lên 456. Nó đã được thông báo sau ngày hôm đó rằng bốn trường hợp mới ở Wales đã được phát hiện, nâng tổng số lên 19. Cùng ngày, WHO tuyên bố bùng phát một đại dịch, và nó đã được thảo luận trong ngân sách hàng năm của chính phủ Anh.
Vào ngày 12 tháng 3, trường hợp được xác nhận đầu tiên đã được tìm thấy ở Sheffield, Nam Yorkshire, nơi trước đây một người đàn ông bị cô lập, nâng số vụ ở Nam Yorkshire lên 12. Cuối ngày hôm đó, 6 trường hợp mới được phát hiện ở Wales, nâng tổng số lên 25. Trong khi đó, tổng số trường hợp ở Anh được báo cáo là 590. Cùng ngày, chính phủ khuyên rằng bất cứ ai bị ho liên tục hoặc sốt mới nên tự cách ly trong bảy ngày. Các trường học được yêu cầu hủy các chuyến đi ra nước ngoài, và những người trên 70 tuổi và những người có điều kiện y tế từ trước được khuyên nên tránh du lịch trên biển.
Vào ngày 13 tháng 3, số trường hợp được xác nhận đã tăng từ 208 lên 798 trường hợp được xác nhận, với trường hợp tử vong đầu tiên do coronavirus được báo cáo ở Scotland. Nhiều đồ đạc thể thao bao gồm London Marathon, sáu quốc gia Wales vs Scotland, và tất cả các trận bóng đá Premier League và EFL  đã bị hoãn lại và cuộc bầu cử địa phương Vương quốc Anh năm 2020 đã bị hoãn lại trong một năm.
Vào ngày 14 tháng 3, có thêm 10 người đã chết ở Anh.

## Kiểm tra và giám sát

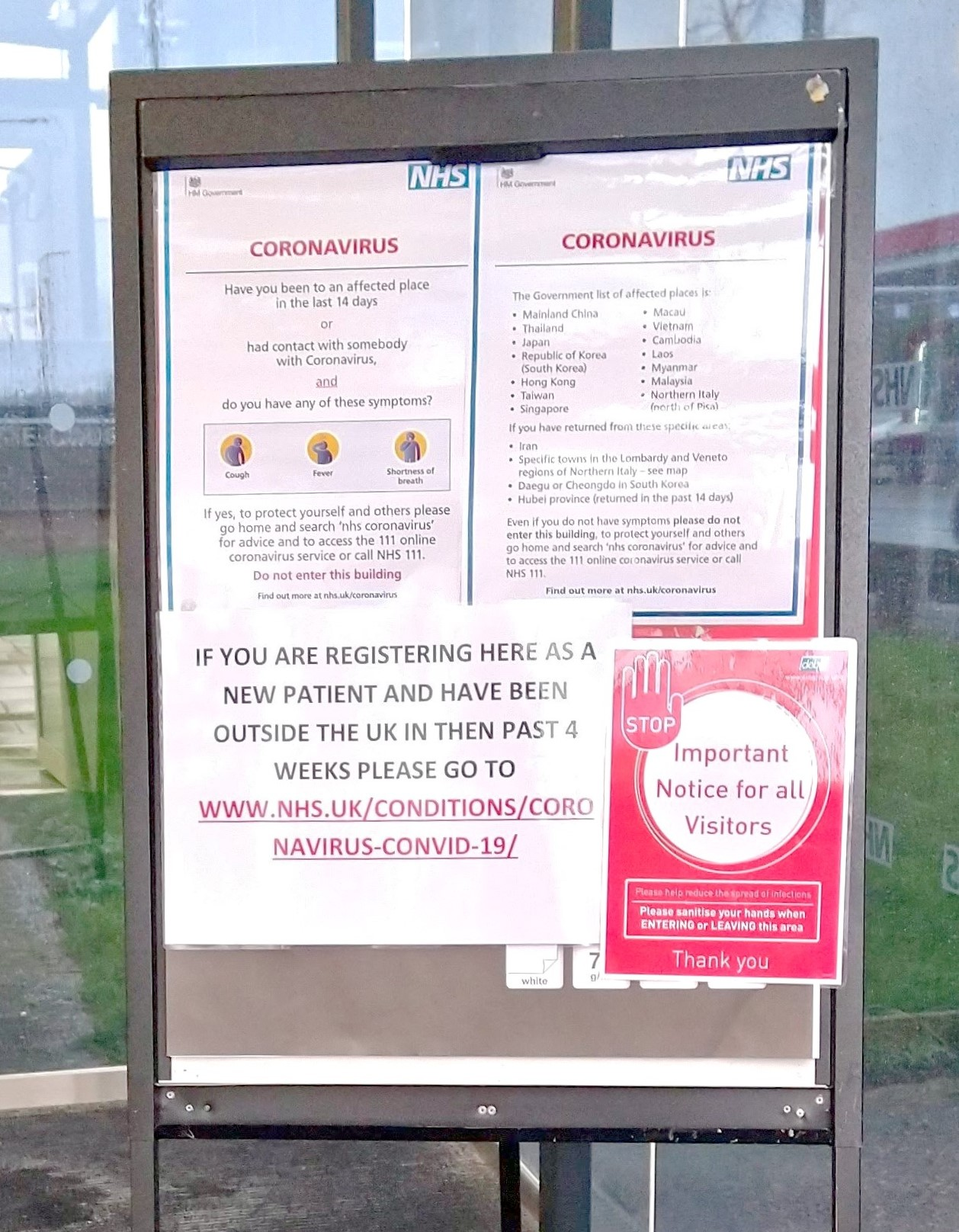
Thông báo cảnh báo tại cuộc phẫu thuật của bác sĩ Luân Đôn, ngày 9 tháng 3 năm 2020

Ngay sau khi xác nhận rằng nguyên nhân của cụm viêm phổi ở Vũ Hán là một loại virus corona mới, chính quyền Trung Quốc đã chia sẻ trình tự di truyền của nó cho sự phát triển quốc tế của bộ dụng cụ chẩn đoán. Vương quốc Anh sau đó đã phát triển một thử nghiệm cụ thể trong phòng thí nghiệm về căn bệnh mới, được thực hiện trên một mẫu từ mũi, họng và đường hô hấp và được thử nghiệm tại phòng thí nghiệm Colindale của PHE ở London. Đến ngày 3 tháng 2, tổng cộng có 326 bài kiểm tra đã được thực hiện ở Anh. Trong vài tuần sau đó, PHE đã thực hiện thử nghiệm cho 12 phòng thí nghiệm khác ở Anh, giúp kiểm tra 1000 người mỗi ngày.
Sau 300 nhân viên được yêu cầu làm việc tại nhà vào ngày 26 tháng 2 năm 2020 tại Luân Đôn, trong khi một người bị nghi ngờ đang chờ kết quả xét nghiệm vi-rút, PHE tuyên bố họ sẽ tăng cường giám sát bằng cách mở rộng xét nghiệm trên khắp Vương quốc Anh để bao gồm những người có triệu chứng giống cúm. tại 100 ca phẫu thuật GP và tám bệnh viện: Bệnh viện Hoàng gia Brompton và Harefield, Bệnh viện Guy và St Thomas ' và Addenbrookes, cũng như các bệnh viện tại Brighton và Sussex, Nottingham, South Manchester, Sheffield, Leicester. Giám sát đã được mở rộng trong một số bệnh viện và phòng khám bác sĩ gia đình ở Scotland.
Các trung tâm sàng lọc lái xe được thành lập bởi Trung tâm chăm sóc sức khỏe cộng đồng Trung tâm Luân Đôn NHS Trust tại Trung tâm y tế Parsons Green vào ngày 24 tháng 2 năm 2020, và bởi NHS Lothian tại Bệnh viện đa khoa phương Tây ở Edinburgh.
Vào ngày 11 tháng 3, NHS Anh tuyên bố rằng thử nghiệm trong các phòng thí nghiệm của NHS sẽ tăng từ thử nghiệm 1.500 lên 10.000 mỗi ngày. Xét nghiệm bao gồm lấy một mẫu từ mũi, họng, mẫu phổi sâu hơn, máu hoặc phân, và vận chuyển các mẫu được đóng gói đến phòng thí nghiệm khu vực PHE được liệt kê được chỉ định cho khu vực phòng thí nghiệm giới thiệu. Tính đến ngày 13 tháng 12 năm 2020, 29.764 xét nghiệm đã được tiến hành ở Anh, tương ứng với 450,8 xét nghiệm trên một triệu người.

## Dự báo
Báo cáo từ Trung tâm Phân tích Bệnh truyền nhiễm Toàn cầu của Hội đồng Nghiên cứu Y khoa tại Đại học Hoàng gia, London đã cung cấp các ước tính được tính toán bằng toán học về các trường hợp và tỷ lệ tử vong của các trường hợp. Vào tháng 2, nhóm nghiên cứu tại Imperial, dẫn đầu bởi nhà dịch tễ học Neil Ferguson, đã báo cáo khoảng hai phần ba trường hợp du khách đến từ Trung Quốc không được phát hiện và một số trong số này có thể đã bắt đầu "chuỗi lây truyền trong các quốc gia mà họ nhập cảnh". Điều này có nghĩa là chỉ một trong ba trường hợp đến Vương quốc Anh bị phát hiện. Họ dự báo rằng coronavirus mới có thể ảnh hưởng đến 60% dân số Anh, trong trường hợp xấu nhất.
Vào tháng 3, với "mức độ lây truyền cộng đồng rất thấp hiện nay rất có thể", Chris Whitty dự đoán 50% các trường hợp xảy ra trong khoảng thời gian ba tuần và 90% trong chín tuần trong trường hợp xấu nhất không có biện pháp kiểm soát.

## Phản hồi theo ngành
Hướng dẫn đã thay đổi phù hợp với số lượng các trường hợp được phát hiện và thay đổi nơi những người bị ảnh hưởng đã nhiễm virus, cũng như với những gì đã xảy ra ở các quốc gia khác. Vào tháng Hai, Cố vấn trưởng Y tế cho Chính phủ Vương quốc Anh, Chris Whitty giải thích "về cơ bản chúng tôi có một chiến lược phụ thuộc vào bốn mục tiêu chiến thuật: mục tiêu thứ nhất là ngăn chặn; thứ hai trong số này là trì hoãn, thứ ba trong số này là để thực hiện khoa học và nghiên cứu, và thứ tư là giảm thiểu để chúng ta có thể kết nối NHS. "  Những mục tiêu này tương đương với bốn giai đoạn; các hành động cụ thể liên quan đến từng giai đoạn này là:
- Ngăn chặn: phát hiện các trường hợp sớm, theo dõi các liên hệ chặt chẽ và ngăn ngừa bệnh đang diễn ra ở đất nước này càng lâu càng tốt
- Trì hoãn: làm chậm sự lây lan trong Vương quốc Anh và (nếu nó giữ vững) làm giảm tác động cao điểm và đẩy nó ra khỏi mùa đông
- Nghiên cứu: hiểu rõ hơn về virus và các hành động sẽ làm giảm tác dụng của nó đối với dân số Vương quốc Anh; đổi mới phản ứng bao gồm chẩn đoán, thuốc và vắc-xin; sử dụng bằng chứng để thông báo sự phát triển của các mô hình chăm sóc hiệu quả nhất
- Giảm thiểu: cung cấp sự chăm sóc tốt nhất có thể cho những người bị bệnh, hỗ trợ bệnh viện duy trì các dịch vụ thiết yếu và đảm bảo hỗ trợ liên tục cho những người bị bệnh trong cộng đồng, để giảm thiểu tác động chung của bệnh đối với xã hội, dịch vụ công cộng và nền kinh tế.

Bốn CMO của Vương quốc Anh đã nâng mức độ rủi ro của Anh từ thấp lên trung bình vào ngày 30 tháng 1 năm 2020, theo thông báo của Tổ chức Y tế Thế giới về căn bệnh này là một Cấp cứu Y tế Công cộng về Mối quan tâm Quốc tế. Ngay khi các trường hợp xuất hiện ở Anh vào ngày 31 tháng 1 năm 2020, một chiến dịch thông tin y tế công cộng, tương tự như chiến dịch "Catch It, Bin It, Kill It" trước đó, đã được triển khai ở Anh, để tư vấn cho mọi người cách giảm thiểu rủi ro lây lan virus.  Khách du lịch từ tỉnh Hồ Bắc ở Trung Quốc, bao gồm cả thủ đô Vũ Hán được khuyên nên tự cô lập, "ở nhà, không đi làm, đi học hoặc nơi công cộng, không sử dụng phương tiện giao thông công cộng hoặc taxi, yêu cầu bạn bè, thành viên gia đình hoặc dịch vụ giao hàng để làm việc vặt ", và gọi NHS 111 nếu họ đã đến Vương quốc Anh trong 14 ngày trước đó, bất kể họ có khỏe hay không.  Các trường hợp tiếp theo vào đầu tháng 2 đã khiến Bộ trưởng Bộ Y tế và Chăm sóc Xã hội, Matt Hancock, công bố Quy định 'Bảo vệ Sức khỏe (Coronavirus) 2020'.  Cập nhật hàng ngày đã được công bố bởi DHSC.  NHS Digital trong khi đó, đã thu thập dữ liệu.

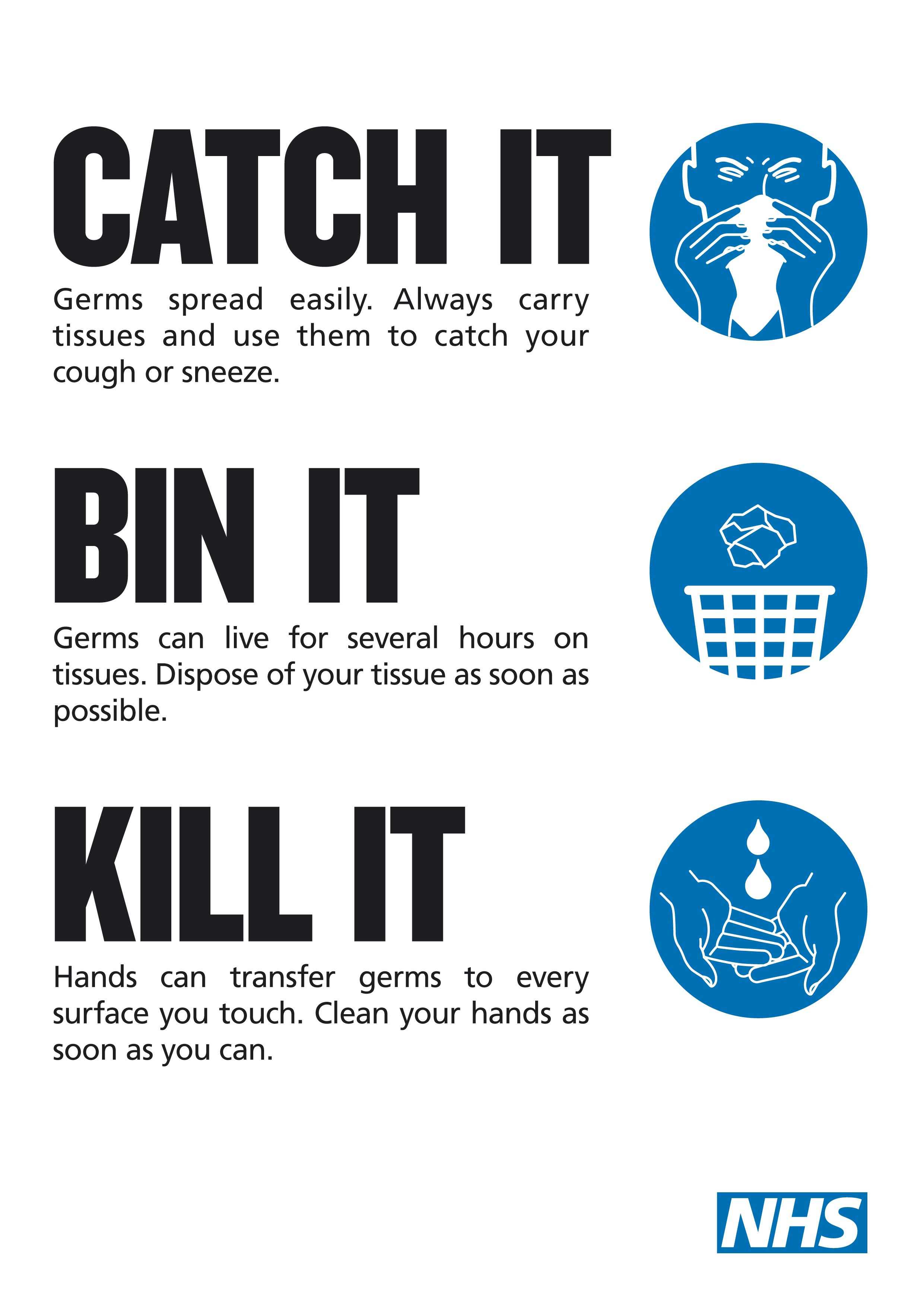
Poster cho slogan "Catch It, Bin It, Kill It" đã được hồi sinh trong cuộc chiến chống lại virus corona

Vào ngày 25 tháng 2 năm 2020, lời khuyên CMO của Vương quốc Anh cho tất cả khách du lịch (không khỏe hay không) đã trở về Vương quốc Anh từ tỉnh Hồ Bắc trong 14 ngày trước đó, Iran, các khu vực cụ thể được chính phủ Ý chỉ định là khu vực cách ly ở miền bắc Italy và chăm sóc đặc biệt các khu vực ở Hàn Quốc kể từ ngày 19 tháng 2, để tự cô lập và gọi NHS 111. Lời khuyên này cũng được ủng hộ cho bất kỳ ai có triệu chứng giống cúm với lịch sử đi từ Việt Nam, Campuchia, Lào, Myanmar và các khu vực ở phía bắc Pisa, Florence và Rimini, trở về Vương quốc Anh kể từ ngày 19 tháng 2. Sau đó, tự cách ly được khuyến nghị cho bất kỳ ai trở về từ bất kỳ phần nào của Ý từ ngày 9 tháng 3.
Thủ tướng Boris Johnson phần lớn giữ cho nước Anh mở, lựa chọn giải pháp " miễn dịch cộng đồng ". Điều này liên quan đến đủ người bị nhiễm bệnh, khi đó họ phát triển khả năng miễn dịch với căn bệnh này. Cố vấn khoa học trưởng của Vương quốc Anh đã nói rằng 60% dân số Vương quốc Anh sẽ cần phải bị nhiễm bệnh để đạt được miễn dịch cộng đồng.
Vào ngày 2 tháng 3, thủ tướng Boris Johnson nói trong một cuộc phỏng vấn với BBC News "Điều quan trọng nhất bây giờ là chúng tôi chuẩn bị chống lại sự lan rộng rất đáng kể của coronavirus trong dân chúng Anh". Điều này được đưa ra sau khi ca thứ 39 ở Anh được xác nhận và hơn một tháng sau các ca được xác nhận đầu tiên ở Anh. Cùng ngày, một chương trình của BBC One là coronavirus: Mọi thứ bạn cần biết đã giải quyết các câu hỏi từ công chúng về sự bùng phát.  Ngày hôm sau, Kế hoạch hành động của coronavirus đã được công bố. Ngày hôm sau, khi tổng số trường hợp ở Anh đứng ở mức 51, chính phủ đã tuyên bố sự bùng phát coronavirus là một sự cố ở cấp độ 4, cho phép NHS Anh nắm quyền chỉ huy tất cả các nguồn lực của NHS. Lập kế hoạch đã được thực hiện để thay đổi hành vi công khai bao gồm vệ sinh tốt và vệ sinh đường hô hấp (bắt nó, giết nó, giết chết), một biện pháp đơn giản giúp trì hoãn đỉnh điểm của nhiễm trùng và mua thời gian để thử nghiệm thuốc và sự phát triển ban đầu của vắc-xin.  Chăm sóc chính đã được ban hành hướng dẫn.
Y tế công cộng Anh cũng đã tham gia vào các nỗ lực hỗ trợ Lãnh thổ hải ngoại của Anh chống lại sự bùng phát.

### Dịch vụ y tế quốc gia
Vào tháng 3, các bệnh viện bắt đầu chuẩn bị cho việc hủy bỏ tất cả các thủ tục tự chọn không khẩn cấp.

### Hàng không
Từ nửa cuối tháng 1, sân bay Heathrow nhận được hỗ trợ lâm sàng bổ sung và giám sát chặt chẽ ba chuyến bay trực tiếp mà hãng nhận được từ Vũ Hán mỗi tuần; từng được đáp ứng bởi một đội ngũ sức khỏe cảng. Sau đó, các hãng hàng không bao gồm British Airways và Ryanair đã công bố một số chuyến bay bị hủy trong tháng 3.
Hãng hàng không khu vực Flybe đã bị đưa đến bờ vực sụp đổ sau sự cố tài chính trước đó trong năm. Điều này, kết hợp với việc giảm doanh số bán vé do sự bùng phát, khiến hãng hàng không ngừng bán vé vào ngày 4 tháng 3 năm 2020.   Công ty đã tham gia quản trị và ngừng hoạt động vào ngày hôm sau.

### Phản ứng của người tiêu dùng

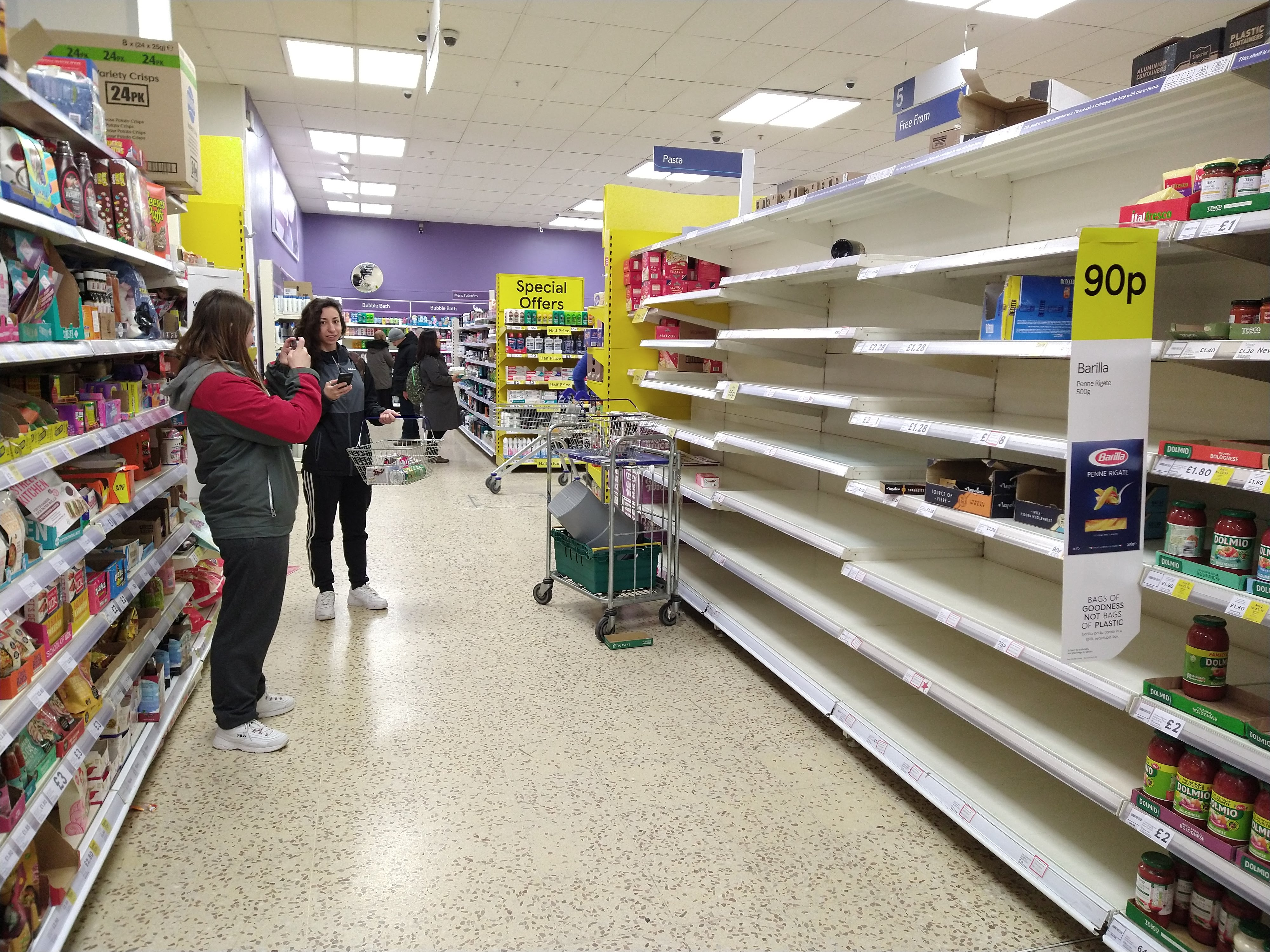
Chụp ảnh phần mì ống gần như trống rỗng ở London Tesco, ngày 7 tháng 3 năm 2020

Nó đã được báo cáo trên The Guardian rằng các siêu thị của Anh và các nhà cung cấp của họ đã phát triển một kế hoạch để đảm bảo cung cấp nhất quán một loạt các hàng hóa cơ bản nếu người tiêu dùng mua hoảng loạn. Tesco, chuỗi siêu thị lớn nhất của đất nước, được cho là đã thực hiện các bài tập mô phỏng để lên kế hoạch cho các sự kiện như đại dịch cúm có thể được sử dụng để đối phó với dịch virus corona.  Đã có báo cáo về thuốc khử trùng tay và các sản phẩm chống vi khuẩn bán ra tại một số siêu thị. Các nhà bán lẻ trực tuyến báo cáo người tiêu dùng đặt các đơn đặt hàng lớn bất thường trong khi giám đốc điều hành của chuỗi thực phẩm đông lạnh Iceland báo cáo doanh số tăng của "giao dịch nhiều người và gói lớn hơn".

### Kinh tế
Thống đốc Ngân hàng Anh kêu gọi chính phủ Anh hỗ trợ cho các doanh nghiệp bị ảnh hưởng bởi virus  và được báo cáo là đang làm việc với Kho bạc để cung cấp gói kích thích để ngăn chặn nền kinh tế Anh rơi vào suy thoái. Các công ty được liệt kê trên thị trường chứng khoán London đã giảm giá trị với các nhà bình luận trích dẫn lo lắng về virus. Để kích thích nền kinh tế, Ngân hàng Anh đã cắt giảm lãi suất từ 0,75 đến 0,25 phần trăm.

### Giáo dục
Sau các trường hợp ở Ý, Trường Cransley ở Northwich, Cheshire và Trinity College College ở Middlesbrough đã đóng cửa, vì một số học sinh của họ đã trở về với các triệu chứng từ Ý. 14 trường học ở Anh đã đóng cửa vào ngày 28 tháng 2. Đại học Loughborough báo cáo một sinh viên được xác nhận nhiễm virus sau chuyến du lịch gần đây đến Ý và chỉ ra rằng một số nhân viên và sinh viên bắt đầu tự cách ly.

### Pháp luật và mệnh lệnh
Đã có những báo cáo riêng rẽ về các sự cố thù ghét đối với người Ý và Trung Quốc và một sinh viên Singapore đã bị tấn công ở London trong một cuộc tấn công mà cảnh sát liên quan đến nỗi sợ virus corona.

### Thể thao
Trò chơi bóng bầu dục Six Nations của Anh với Ý đã bị hoãn lại và có suy đoán rằng các sự kiện thể thao khác ở Vương quốc Anh có thể bị hoãn lại. Trận đấu Six Nations của phụ nữ giữa Scotland và Pháp cũng bị hoãn lại, sau khi một người chơi Scotland kiểm tra dương tính với virus này.
Premier League đã dừng bắt tay chơi công bằng trước trận đấu giữa các cầu thủ và quan chức do lo ngại COVID-19. Vào ngày 10 tháng 3, trận đấu tại Premier League giữa Manchester City và Arsenal đã bị hoãn lại để xác nhận rằng chủ sở hữu của Nottingham Forest và Olympiacos, Evangelos Marinakis đã nhiễm virus. Marinakis đã gặp một số cầu thủ Arsenal khi đội bóng thành London tổ chức Olympiakos trong vòng 32 trận đấu tại Europa League. Vào ngày 12 tháng 3, thông báo rằng HLV Mikel Arteta của Arsenal đã thử nghiệm dương tính với COVID-19. Ngày hôm sau, tiền vệ của Chelsea, Callum Hudson-Odoi, được câu lạc bộ thông báo có kết quả xét nghiệm dương tính với coronavirus.
Vào ngày 13 tháng 3, đã thống nhất giữa FA tiếng Anh và Liên đoàn bóng đá Anh đình chỉ Premier League, cũng như phần còn lại của bóng đá chuyên nghiệp ở Anh, cho đến ít nhất là 3 tháng 4 do cuộc khủng hoảng coronavirus đang diễn ra. Cuối ngày hôm đó, người ta đã xác nhận rằng các giải bóng đá chuyên nghiệp ở Scotland, Bắc Ireland và xứ Wales cũng bị hoãn lại.

## Số liệu thống kê
Các số liệu trong bảng dưới đây chỉ đại diện cho các trường hợp được xác nhận trong phòng thí nghiệm; tuy nhiên, như được chỉ định bởi Cố vấn khoa học của Chính phủ Vương quốc Anh Sir Patrick Vallance, có khả năng các trường hợp khác ở Anh không được phản ánh trong các số liệu này (với tổng số quốc gia ước tính là 5.000–10.000 10.000 vào ngày 12 tháng 3 năm 2020).